# Operazione Anello
Operazione Anello (in russo Операция Кoльцo?, Operacija Kol'co) era il nome in codice assegnato dall'alto comando sovietico all'offensiva finale sferrata dall'Armata Rossa il 10 gennaio 1943 nel corso della battaglia di Stalingrado, durante la seconda guerra mondiale sul fronte orientale. Dopo oltre venti giorni di duri combattimenti le truppe sovietiche schiacciarono la disperata resistenza delle forze tedesche della 6ª Armata, completamente accerchiate dal 24 novembre 1942 in una grande sacca tra il Volga e il Don, e conclusero vittoriosamente la lunga battaglia segnando una svolta politico-militare decisiva della guerra all'est.
Le truppe tedesche, esaurite dal lungo accerchiamento, dalle carenze di rifornimenti e dal rigido clima invernale, opposero resistenza fino all'ultimo ma vennero infine costrette alla resa entro il 2 febbraio 1943; i soldati superstiti, il comandante dell'armata, feldmaresciallo Friedrich Paulus, e i generali caddero tutti prigionieri.

## Fortezza Stalingrado

### Situazione strategica fra il Don e il Volga

#### Formazione delkessele primi attacchi sovietici
La grande offensiva dell'Armata Rossa nel settore meridionale del fronte orientale (operazione Urano), iniziata il 19 novembre 1942, si concluse in pochi giorni con un grande successo: già il 23 novembre le colonne corazzate del Fronte Sud-Ovest del generale Nikolaj Vatutin e del Fronte di Stalingrado del generale Andrej Erëmenko si congiunsero, dopo aver sbaragliato le difese tedesco-rumene a nord-ovest e a sud di Stalingrado, a Kalač sul Don, accerchiando tutto il raggruppamento di forze tedesche schierato sul fronte del Volga e impegnato da due mesi nella cruenta battaglia all'interno della città.

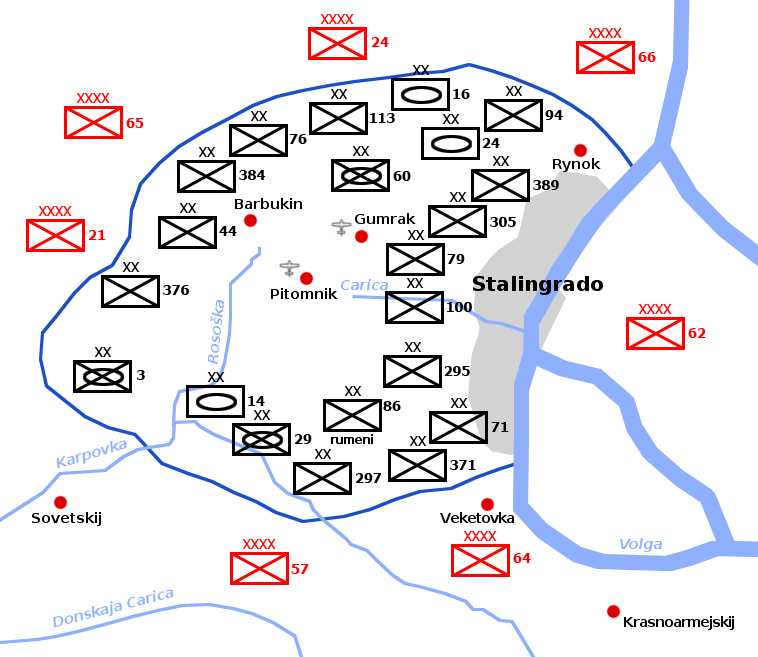
Il kessel di Stalingrado; sono indicate le divisioni tedesche accerchiate e le armate sovietiche del Fronte del Don

Nella notte del 24 novembre Stalin parlò con il generale Aleksandr Vasilevskij, coordinatore a nome dello Stavka delle operazioni, e sollecitò una rapida distruzione delle forze nemiche accerchiate; anche il generale Konstantin Rokossovskij, comandante del Fronte del Don, e il generale Erëmenko premevano per un attacco immediato e il giorno successivo il generale Vasilevskij diramò ordini per attacchi concentrici in direzione di Gumrak per frantumare le forze tedesche nella sacca in corso di formazione. Ma questi primi attacchi non ottennero alcun risultato: le divisioni tedesche mantennero le posizioni sul Volga e contemporaneamente riuscirono a organizzare uno sbarramento a ovest, a nord e a sud che infranse subito il tentativo delle armate sovietiche. Tra il 2 dicembre e il 7 dicembre un nuovo tentativo scarsamente coordinato del generale Erëmenko e del generale Rokossovskij, sferrato dopo una direttiva del 30 novembre del generale Vasilevskij su pressione di Stalin, impaziente di distruggere le truppe tedesche accerchiate prima di organizzare nuove offensive sul Don, venne ugualmente respinto dalla tenace resistenza della 6ª Armata.
La sera del 24 novembre Adolf Hitler aveva deciso definitivamente, nonostante il parere contrario di molti generali al comando, che le truppe tedesche accerchiate avrebbero dovuto difendere le posizioni raggiunte sul Volga, organizzare una solida difesa circolare in tutte le direzioni ed attendere il soccorso dall'esterno da parte di un nuovo raggruppamento in corso di costituzione sul Čir e l'Aksaj al comando del feldmaresciallo Erich von Manstein. Nell'attesa la cosiddetta Festung Stalingrad ("Fortezza Stalingrado"), rifornita per mezzo di un continuo ponte aereo organizzato dagli aerei da trasporto della Luftwaffe, doveva resistere ad oltranza.

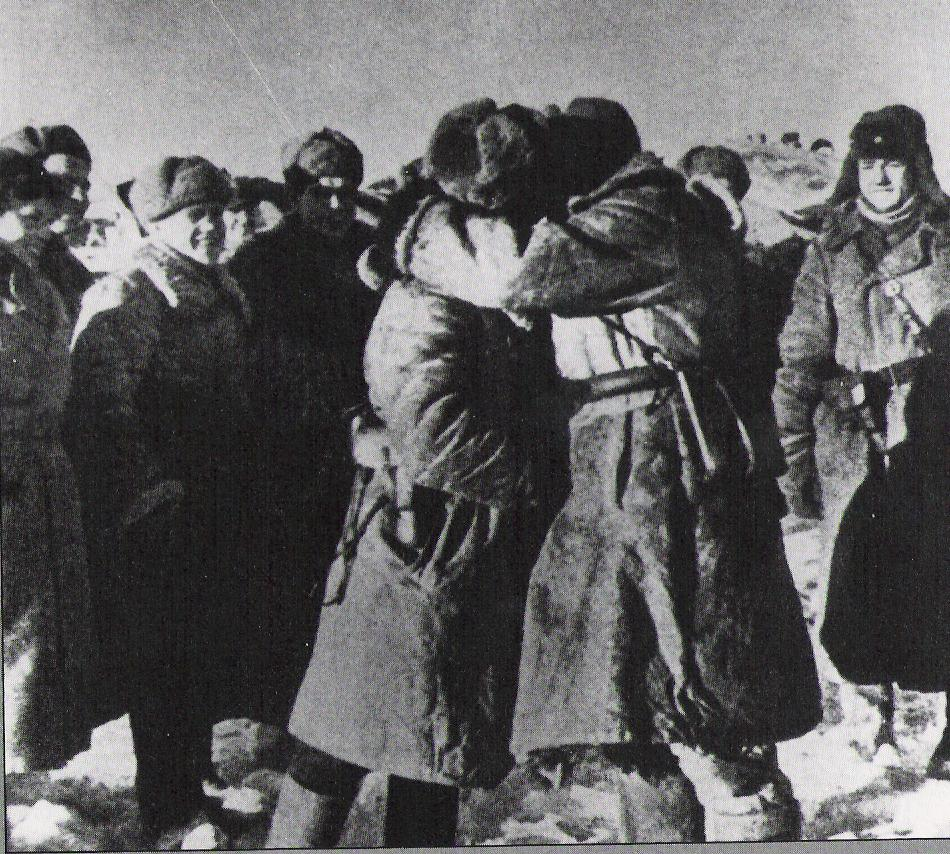
23 novembre 1942: i comandanti sovietici festeggiano il completamento dell'operazione Urano e la chiusura della sacca

Le truppe accerchiate, raggruppate sotto il controllo della 6ª Armata al comando del generale Friedrich Paulus, ammontavano a cinque corpi d'Armata (14º Panzerkorps, 4º, 8º, 11º e 51º Corpo d'Armata) con 20 divisioni tedesche, di cui tre corazzate - 14. Panzer-Division, 16. Panzer-Division, e 24. Panzer-Division -, tre motorizzate - 3ª, 29ª e 60ª - e quattordici di fanteria - 44ª, 71ª, 76ª, 79ª, 94ª, 100ª Jäger, 113ª, 295ª, 297ª, 305ª, 371ª, 376ª, 384ª, 389ª Divisione fanteria. Si trattava di formazioni esperte e combattive, impegnate con successo in molti campi di battaglia; le divisioni corazzate e motorizzate erano tra le più efficienti della Wehrmacht, molte divisioni di fanteria disponevano di un reclutamento di ottima qualità; questi reparti erano stati protagonisti delle fasi vittoriose della campagna del 1942 a partire dalla seconda battaglia di Char'kov e molti erano stati impegnati nei duri e sfibranti scontri nella città di Stalingrado. Lo stato maggiore della 6ª Armata, veterano delle campagne in Polonia, Francia e Russia, era particolarmente qualificato e l'apparato di comando, guidato dal generale Paulus e dal capo di stato maggiore Arthur Schmidt, godeva della piena fiducia dell'OKH. Lo stesso Hitler aveva esaltato in precedenza la potenza d'urto e le capacità della 6ª Armata.
Nella sacca (il kessel - "calderone" - nella terminologia dei soldati tedeschi) erano rimaste bloccate, oltre a venti divisioni tedesche, anche due divisioni rumene (1ª Divisione cavalleria e 20ª Divisione fanteria), un reggimento croato e alcune decine di soldati italiani (reparti autieri del 127° e 248° autoreparto); inoltre erano presenti la 9ª Divisione FlaK del generale Wolfgang Pickert, due reggimenti Nebelwerfer, dodici battaglioni dei genieri e pionieri d'assalto, quattro reggimenti e cinque battaglioni d'artiglieria campale, tre battaglioni di artiglieria pesante e altre 149 formazioni indipendenti di comandi amministrativi e logistici. Un totale di circa 270.000 soldati con oltre 1.800 cannoni, 100 carri armati e 10.000 automezzi. Una tale quantità di truppe nemiche accerchiate non era stata prevista dallo Stavka e quindi la pianificazione sovietica, basata su valutazioni molto più ridotte del numero di soldati rimasti nella sacca (calcolati in solo 80.000 uomini), sottovalutò le difficoltà di mantenere il blocco della 6ª Armata e soprattutto di distruggerla in breve tempo con un rapido attacco immediato.

#### Attacchi e contrattacchi
Il 4 dicembre dal quartier generale del Fronte del Don, il generale Vasilevskij comunicò a Stalin che, in assenza di rinforzi decisivi, sarebbe stato difficile distruggere in tempi brevi le forze nemiche accerchiate che davano prova di solidità e resistenza. Il dittatore decise quindi di assegnare al fronte del generale Rokossovskij il rinforzo della potente 2ª Armata della Guardia che, al comando del generale Rodion Malinovskij, era in arrivo dalle riserve e di cui era stato in precedenza previsto l'impiego nella seconda fase della ambiziosa operazione Saturno.

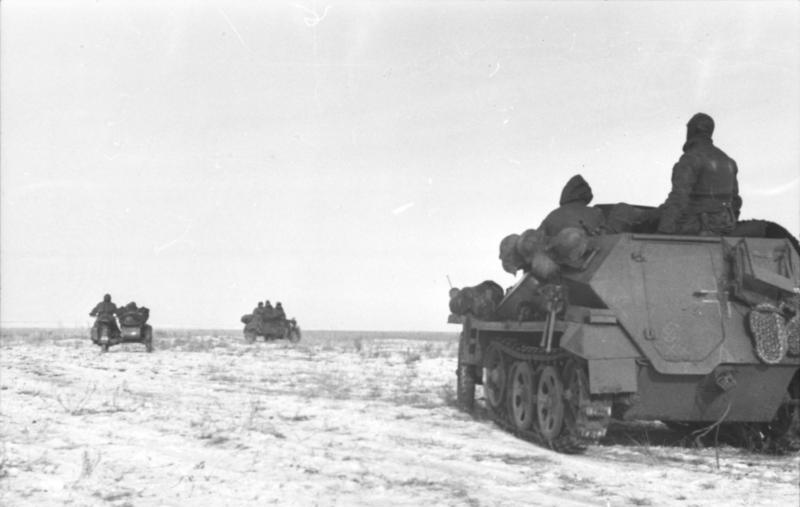
Le formazioni meccanizzate tedesche tentano di raggiungere le truppe accerchiate nella sacca durante l'operazione Tempesta Invernale

Stalin comunicò al generale Vasilevskij l'arrivo di questo importante rinforzo e ordinò di preparare un piano dettagliato per una nuova offensiva contro la sacca di Stalingrado da iniziare entro il 18 dicembre. L'8 dicembre quindi i generali Vasilevskij e Rokossovskij discussero, insieme al generale Malinovskij arrivato al quartier generale del Fronte del Don a Zavarikino per pianificare l'impiego della sua armata ancora in marcia, il nuovo piano per distruggere le forze nemiche accerchiate che venne presentato il giorno dopo a Stalin. Esso, denominato "operazione Anello" (Kolžo), prevedeva un'offensiva in tre fasi in cui avrebbe giocato un ruolo decisivo la 2ª Armata della Guardia. Stalin approvò con qualche variazione il piano l'11 dicembre, ma nuovi e pericolosi sviluppi operativi avrebbero portato entro poche ore all'abbandono di questo primo progetto ed a un'ulteriore rinvio dell'offensiva decisiva contro le truppe accerchiate della 6ª Armata.
Il 12 dicembre il raggruppamento del generale Hermann Hoth, dipendente dal nuovo Gruppo d'armate Don guidato dal feldmaresciallo Erich von Manstein, sferrò da Kotel'nikovo l'attacco da sud in direzione della sacca per sbloccare le truppe accerchiate (operazione Tempesta Invernale, Wintergewitter) e mise in difficoltà il debole schieramento del Fronte di Stalingrado del generale Erëmenko, organizzato sull'anello esterno dell'accerchiamento. A causa di questa pericolosa controffensiva, divenne prioritario per lo Stavka bloccare il tentativo di soccorso e quindi l'esecuzione dell'operazione Anello venne sospesa e la 2ª Armata della Guardia venne trasferita, dopo un brusco colloquio telefonico tra Stalin e il generale Vasilevskij la notte del 12 dicembre, sulla linea del fiume Myskova a disposizione del generale Erëmenko per contrastare l'avanzata delle Panzer-Division del generale Hoth. Inoltre il 16 dicembre l'Armata Rossa diede inizio alla operazione Piccolo Saturno, una nuova offensiva sul medio Don con obiettivi più ridotti rispetto all'originale operazione Saturno; questo nuovo attacco raggiunse in pochi giorni grandi successi. Le divisioni italiane schierate sul Don furono sbaragliate e i corpi corazzati sovietici poterono avanzare in profondità nelle retrovie del Gruppo d'armate Don e verso gli aeroporti della Luftwaffe da cui partivano gli aerei da trasporto per il rifornimento della Festung Stalingrad.
Nella terza settimana di dicembre la situazione ebbe una svolta a favore dell'Armata Rossa: le truppe corazzate del generale Hoth furono rallentate e poi contrattaccate dalle forze del Fronte di Stalingrado, rinforzate dalla 2ª Armata della Guardia del generale Malinovskij e quindi non poterono raggiungere la sacca della 6ª Armata, mentre le colonne del generale Nikolaj Vatutin, impegnate nell'operazione Piccolo Saturno, raggiunsero gli aeroporti di Tacinskaja e Morozovskaja, disorganizzando ancor di più il sistema di rifornimento aereo tedesco, le cui carenze avevano già indebolito fortemente le condizioni delle divisioni accerchiate nel kessel.
Il 24 dicembre il feldmaresciallo von Manstein, di fronte al rischio di un cedimento completo del suo schieramento e di un accerchiamento dell'intero Gruppo d'armate Don e del Gruppo d'armate A, sempre fermo nel Caucaso, decise di trasferire una parte delle forze corazzate del generale Hoth a nord del Don verso gli aeroporti per contrastare le colonne sovietiche del generale Vatutin, e quindi le speranze di raggiungere le truppe della 6ª Armata accerchiate nella sacca, lontane ancora 48 chilometri, svanirono definitivamente.

### Decisioni degli alti comandi tedesco e sovietico

#### Decisioni ed errori dell'alto comando tedesco
Nel corso dei drammatici colloqui per telescrivente del generale Paulus e del generale Arthur Schmidt con il feldmaresciallo von Manstein ed il generale Friedrich Schulz (capo di stato maggiore del Gruppo d'armate del Don) il 19 dicembre ed il 23 dicembre era stata abbandonato il progetto di sortita delle truppe accerchiate ("operazione Colpo di tuono", Donnerschlag). Il generale Paulus non aveva ritenuto di poter effettuare di propria iniziativa una sortita generale dalla "fortezza" che sarebbe stata in contraddizione con gli ordini espliciti di Hitler di rimanere nella sacca, difendere il fronte sul Volga ed attendere il soccorso dall'esterno. Inoltre il generale considerava una manovra di ritirata estremamente difficile in ragione del peggioramento del clima, della scarsa mobilità delle sue truppe, a causa della macellazione dei cavalli e della carenza di carburante, che avrebbe permesso solo una marcia di 20 o 30 chilometri. Il feldmaresciallo von Manstein dal canto suo non si prese la responsabilità di autorizzare esplicitamente la sortita anche senza il consenso dell'OKH e inoltre non rappresentò in modo chiaro al generale Paulus le difficoltà della situazione generale del fronte e il probabile fallimento della controffensiva del generale Hoth, verosimilmente anche per non intaccare il morale del comando dell'armata pur fornendo in questo modo informazioni incomplete.

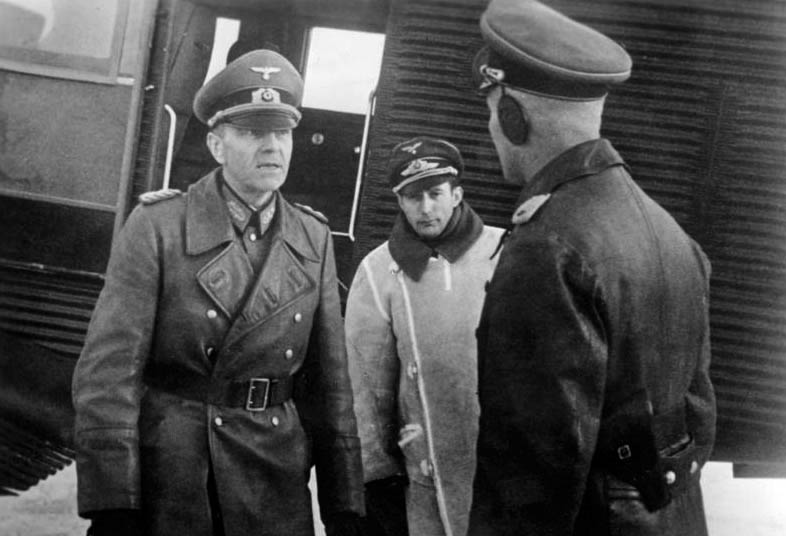
Il comandante della 6ª Armata, generale Friedrich Paulus

Anche dopo il fallimento della controffensiva del generale Hoth, evidente dal 24 dicembre, Hitler continuò almeno apparentemente a mostrare ottimismo: nella direttiva del 27 dicembre venne enfatizzato che "il salvataggio della 6ª Armata deve rimanere cruciale e fondamentale per la condotta delle operazioni". Il 29 dicembre il Führer parlò al generale Hans-Valentin Hube, il comandante del 14º Panzerkorps giunto in aereo al suo quartier generale dalla sacca per essere decorato, di una nuova manovra controffensiva in fase di preparazione con l'intervento di potenti formazioni di Waffen-SS in arrivo dalla Francia. Hitler riuscì in parte a rafforzare la fiducia del generale, giunto a Rastenburg con l'intenzione di illustrare con franchezza la situazione tragica dell'armata, dichiarando che le forze di soccorso erano in afflusso e che il rifornimento aereo sarebbe stato molto potenziato.
Nel suo messaggio del 1º gennaio a Paulus ed all'armata Hitler ripeté le sue assicurazioni cercando di sostenere il morale del generale e dei soldati con promesse di aiuto e soccorso. In questa occasione anche il feldmaresciallo von Manstein scrisse al generale Paulus che "le operazioni del gruppo d'armate sono dirette solamente a soccorrere la 6ª Armata il più presto possibile". In questa fase il feldmaresciallo von Manstein dimostrò una rigida aderenza alle direttive del Führer ed anche ai primi di gennaio comunicò al generale Paulus di limitarsi ad obbedire agli ordini superiori di resistenza ad oltranza senza preoccuparsi delle possibili conseguenze per i soldati dell'armata accerchiata.
Esteriormente il generale Paulus continuò a mostrare determinazione e fiducia, cercò di rinsaldare la coesione con frequenti visite ai comandi sulla linea dell'accerchiamento; nel suo messaggio di risposta a Hitler del 1º gennaio ribadì la sua decisione di resistere con "volontà incrollabile" fino alla vittoria finale. In realtà il generale Paulus nel suo rapporto del 26 dicembre al feldmaresciallo von Manstein aveva ripetuto il parere che un tentativo di sortita in massa dalla sacca delle truppe della 6ª Armata era impossibile in ragione del deterioramento delle condizioni dei soldati e della scarsità di rifornimenti; inoltre il generale aveva evidenziato anche con chiarezza che, in assenza di un incremento del rifornimento dell'armata in vettovaglie, munizioni e carburante, non sarebbe stato possibile resistere a lungo ad un attacco in forze dell'Armata Rossa.
Nonostante questo pessimismo di fondo, il morale del generale Paulus, i cui nervi erano ormai molto scossi e la cui capacità di resistenza era messa a dura prova, venne in parte rafforzato dalle comunicazioni presentate dal generale Hube, di ritorno nella sacca il 9 gennaio; il comandante del 14º Panzerkorps riferì sull'ottimismo mostrato dal generale Kurt Zeitzler e sulle assicurazioni di Hitler riguardo all'organizzazione di una nuova forza di salvataggio in corso di raggruppamento a Char'kov con divisioni Waffen-SS. Inoltre il generale Paulus ritenne suo dovere obbedire agli ordini e continuare a difendere il kessel anche per superiori esigenze strategiche, essendogli stato comunicato dal feldmaresciallo von Manstein e dal generale Hube che la resistenza della sacca era ritenuta dall'OKH di estrema importanza operativa per tenere impegnate numerose armate sovietiche ed alleggerire la pressione nemica sul resto del fronte meridionale tedesco in fase di riorganizzazione dopo la serie di sconfitte.

#### Contrasti nell'alto comando sovietico
Anche se l'imprevista resistenza della 6ª Armata nel kessel di Stalingrado, la controffensiva del feldmaresciallo von Manstein e l'organizzazione della nuova offensiva sul medio Don avevano costretto l'alto comando sovietico a rivoluzionare il calendario stabilito delle operazioni e a rinviare l'attacco finale contro la sacca, Stalin diede sempre grande importanza alla rapida distruzione delle forze tedesche accerchiate che avrebbe permesso di disporre in breve tempo delle numerose armate sovietiche impegnate nel blocco della sacca per sostenere le altre offensive in corso nel settore meridionale a nord e a sud del Don.

Il generale Konstantin Rokossovskij, comandante del Fronte del Don incaricato dell'operazione Anello

Quindi fin dal 19 dicembre, mentre l'operazione Piccolo Saturno aveva appena iniziato a svilupparsi con successo ed erano evidenti i segni di cedimento del fronte dell'Asse, il dittatore comunicò al generale Nikolaj Voronov, che coordinava la battaglia sul medio Don contro l'8ª Armata italiana, che, avendo completato con successo la prima fase dell'operazione, avrebbe dovuto recarsi subito al comando del Fronte del Don per pianificare ed organizzare insieme al generale Rokossovskij una nuova versione dell'operazione Anello, l'attacco finale contro le truppe tedesche della sacca. Stalin respinse bruscamente le obiezioni del generale Voronov, dubbioso sull'utilità di abbandonare prematuramente il coordinamento dell'offensiva sul medio Don; al contrario, sollecitò la massima velocità, sottolineando che il compito di distruggere le truppe tedesche accerchiata rimaneva prioritario.
Inoltre il dittatore criticò il 28 dicembre il progetto dei generali Voronov e Rokossovskij inviato a Mosca la sera del 27 dicembre. Il 3 gennaio, di fronte a nuove obiezioni del generale Voronov ed alla sua richiesta di un ultimo rinvio di quattro giorni dell'offensiva contro la 6ª Armata, Stalin ebbe espressioni di sarcastica critica nei confronti delle incertezze dei suoi generali e consentì solo con riluttanza ad accordare un ultimo rinvio di quattro giorni dell'operazione Anello, prevista in un primo tempo per il 6 gennaio.
Il generale Voronov, giunto il 20 dicembre a Zavarikino, sede del posto di comando del Fronte del Don del generale Rokossovskij, dovette quindi completare in fretta gli ultimi preparativi e l'organizzazione dei piani e delle forze per l'attacco alla sacca di Stalingrado. La pianificazione venne ben presto completamente modificata dalle nuove informazioni acquisite grazie al rinvenimento della corrispondenza dei soldati tedeschi nella sacca, recuperata in un aereo da trasporto costretto ad atterrare dietro le linee sovietiche. In questo modo si apprese finalmente che la consistenza delle truppe accerchiate era molto superiore alle cifre stabilite dal servizio informazioni (circa 86.000 uomini). Le nuove stime calcolarono la presenza di molte più divisioni tedesche bloccate nella sacca e quindi le ottimistiche previsioni iniziali di poter concludere la battaglia in cinque o sei giorni vennero completamente accantonate anche in relazione alla forza delle linee difensive nemiche ed al ritardo dell'afflusso dei rinforzi necessari.
Il generale Voronov propose inoltre di centralizzare tutte le truppe sotto il comando del Fronte del Don del generale Rokossovskij a cui sarebbero state assegnate anche tre armate (62ª, 64ª e 57ª Armata) del Fronte di Stalingrado del generale Erëmenko. Lo Stavka approvò questa proposta e quindi il 1º gennaio 1943 il generale Rokossovskij assunse il controllo, sotto la supervisione del generale Voronov, delle sette armate schierate intorno alla sacca e il generale Erëmenko, nonostante le sue rimostranze e l'appoggio del maresciallo Georgij Žukov, venne escluso dalla fase finale della battaglia ed incaricato di concentrarsi con le forze del Fronte Meridionale (nuova denominazione del vecchio Fronte di Stalingrado) sulla marcia verso Rostov sul Don per tagliare la strada alle forze tedesche del Gruppo d'armata A in ritirata dal Caucaso. Ritardi nei trasporti a causa della carenza di linee ferroviarie e delle esigenze delle altre offensive sovietiche in corso contemporaneamente, costrinsero il generale Voronov ad un rinvio fino al 10 gennaio 1943.

### Esaurimento della 6ª Armata

#### Deterioramento del morale e decadimento fisico dei soldati
Nella fase iniziale dell'accerchiamento le truppe tedesche isolate mantennero la coesione nonostante la subitanea e imprevista svolta delle operazioni, e conservarono nel complesso il morale; anche se alcuni manifestarono abbattimento e timori per la loro posizione isolata, in generale i soldati tedeschi, veterani del fronte est e solidamente inquadrati dai comandi, avevano fiducia nelle promesse di salvataggio di Hitler e dei generali e, considerando anche i precedenti accerchiamenti subiti dalla Wehrmacht sul fronte orientale e terminati sempre con successo, consideravano la situazione ancora risolvibile a favore della Germania.

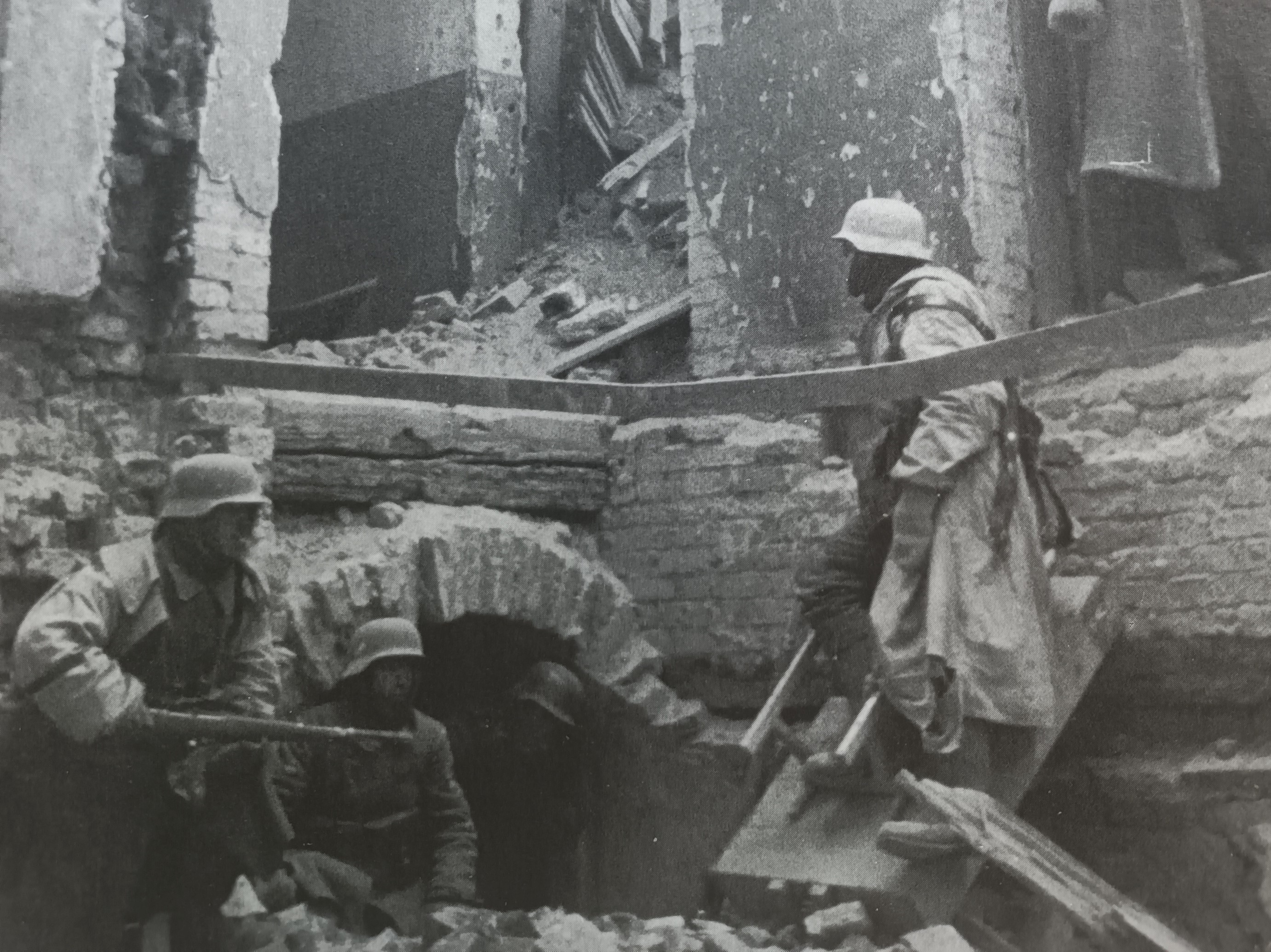
Soldati tedeschi in combattimento nelle rovine di Stalingrado

Dopo i giorni del Natale 1942 la situazione fisica e psicologica dei soldati tedeschi accerchiati nella sacca ebbe un continuo peggioramento: le "voci" sul fallimento della controffensiva del feldmaresciallo von Manstein, i crescenti rigori dell'inverno e l'aggravarsi della situazione dei rifornimenti con conseguente accentuarsi dei fenomeni di inedia e malattia, fecero precipitare le condizioni della 6ª Armata e le sue capacità di resistenza. Tra gli ufficiali e le truppe iniziò a diffondersi, pur rimanendo sostanzialmente intatta la volontà di battersi fino all'ultimo, la sensazione di essere stati abbandonati dai comandi superiori e di essere stati sacrificati e "traditi", dopo tante promesse, per superiori ed incomprensibili ragioni strategiche. Dall'analisi della corrispondenza scritta dai soldati tedeschi accerchiati all'inizio di gennaio risulta evidente il deterioramento del morale delle truppe della 6ª Armata: solo il 2,1% delle lettere testimoniavano un atteggiamento positivo verso la guerra; gli scettici erano il 4,4%, increduli e pessimisti il 57,1%, indifferenti il 33% ed in esplicita opposizione alla guerra il 3,4%.
A causa del disastroso fallimento del rifornimento aereo della sacca risultò subito impossibile garantire l'adeguato regime di alimentazione ai soldati accerchiati, valutato in 2.500 calorie giornaliere, per il quale la 6ª Armata avrebbe avuto bisogno di 282 tonnellate quotidiane di vettovagliamento. Di conseguenza, in mancanza di adeguate forniture dall'esterno, l'armata fu costretta ad esaurire rapidamente le sue modeste scorte che già il 20 dicembre erano molto diminuite, e soprattutto a ridurre in modo catastrofico le razioni alimentari dei soldati. Il quantitativo di pane assegnato, ben lontano dai 500 grammi al giorno ritenuti necessari, si ridusse a 200 grammi l'8 dicembre e a soli 50 grammi il 26 dicembre. Inoltre per integrare le magre razioni con carne si procedette alla macellazione dei cavalli, a loro volta sempre peggio nutriti, con la conseguenza che la mobilità delle unità di fanteria e di artiglieria, basata ancora in maggioranza sul traino animale, decadde drasticamente. A fine dicembre rimanevano 23.000 cavalli che il comando d'armata cercava di risparmiare per non ridurre all'immobilità le sue truppe. Anche le scorte segrete di viveri disponibili presso i reparti (le cosiddette "riserve nere") vennero ben presto consumate e quindi le condizioni fisiche dei soldati, in conseguenza dell'insufficiente regime alimentare e del rigido clima invernale, precipitarono rapidamente all'inizio del nuovo anno; si verificarono quindi un rapido incremento dei malati e anche un crescente numero di decessi per cause imputabili semplicemente all'inedia. I soldati della 6ª Armata, a causa della fame, del freddo, della carenza di equipaggiamenti e di vestiario, dello scoraggiamento morale, si ridussero sempre più in uno stato precario e misero.

#### Organizzazione delle difese delkessel

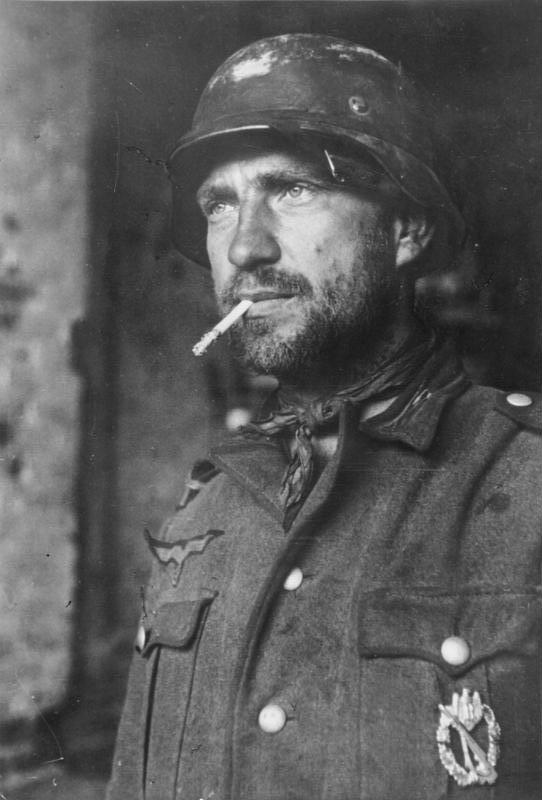
Un soldato tedesco della 6ª Armata.

La situazione delle truppe tedesche era particolarmente disagevole e tatticamente difficile per le divisioni che difendevano i lati occidentale e meridionale della sacca; costretti fin dall'accerchiamento di novembre ad organizzare frettolosamente un fronte difensivo improvvisato per impedire che l'armata fosse attaccata alle spalle, avevano dovuto costituire posizioni all'aperto nella steppa scoperta in inverno con mezzi, materiali ed armamenti insufficienti, stabilendo deboli linee difensive esposte agli attacchi sovietici ed ai rigori del clima. Pur avendo potuto utilizzare in parte le vecchie e modeste posizioni difensive costruite dai sovietici in estate, i soldati tedeschi schierati nei settori occidentali e meridionali del kessel si trovarono sempre in posizione precaria e subirono un costante logoramento anche prima dell'inizio dell'offensiva finale. Meno critica era la situazione delle truppe tedesche rimaste nelle vecchie postazioni all'interno delle rovine di Stalingrado e sulle rive del Volga, che, pur perdendo alcune posizioni contro l'aggressività della 62ª Armata, si asserragliarono ai capisaldi e soffrirono relativamente meno le carenze di rifornimenti e i disagi dell'inverno.

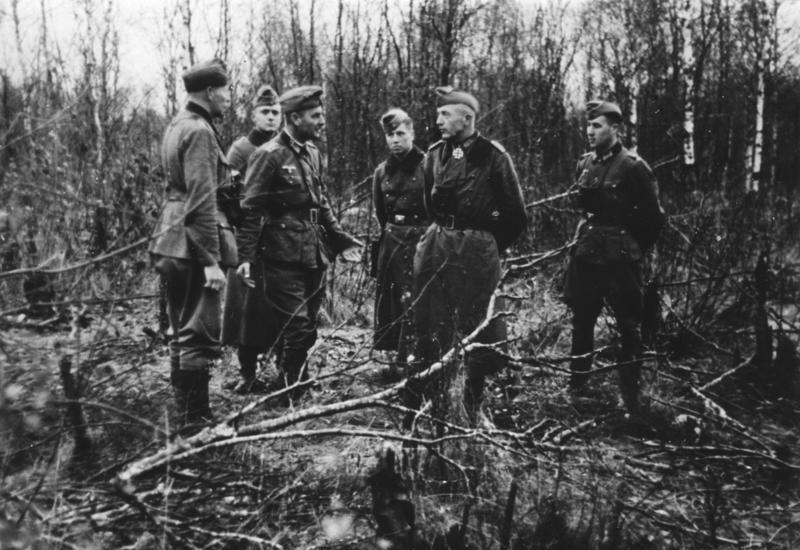
Al centro della foto con la Croce di cavaliere il generale Walther von Seydlitz-Kurzbach, comandante del 51º Corpo d'armata a Stalingrado.

Il generale Paulus aveva lasciato sul fronte del Volga la maggior parte delle divisioni che avevano combattuto per due mesi la violenta e sanguinosa battaglia all'interno della città: il 51º Corpo d'armata del generale Walther von Seydlitz-Kurzbach disponeva in questo settore della 71ª, 79ª, 295ª, 305ª e 389ª Divisione fanteria, della 100ª Divisione cacciatori, dei resti della 94ª Divisione fanteria, uscita quasi distrutta da un intempestivo movimento di ritirata intrapreso il 25 novembre, e dei battaglioni di pionieri d'assalto arrivati a Stalingrado nell'ultima fase degli scontri urbani. Sul lato nord-orientale della sacca era schierato l'11º Corpo d'armata del generale Karl Strecker con la 60ª Divisione motorizzata, la 16. Panzer-Division e la 24. Panzer-Division; si trattava di posizioni ancora relativamente solide dotate di fossati anticarro, reticolati e campi di mine; sul lato sud il 4º Corpo d'armata del generale Erwin Jaenecke schierava su posizioni meno solide la 371ª, la 297ª Divisione fanteria e i resti della 20ª Divisione rumena. A nord-ovest il generale Walther Heitz difendeva il settore con la 44ª, 76ª, 113ª e 384ª Divisione fanteria. Nella posizione più esposta e pericolosa, il "naso di Marinovka" a ovest, era posizionato il 14º Panzerkorps del generale Hans-Valentin Hube con la 3ª Divisione motorizzata, la 376ª Divisione fanteria e la 29ª Divisione motorizzata; erano queste le divisioni relativamente più efficienti dell'armata, e in particolare la 29ª motorizzata, nel rapporto del generale Paulus del 15 dicembre 1942, era stata considerata la sola formazione dell'armata accerchiata ancora in grado di svolgere "missioni offensive", zu jeder Angriffsaufgabe geeignet. Dietro questo settore più minacciato, da cui in origine avrebbe dovuto partire in dicembre la sortita dalla sacca prevista dal piano Donnerschlag, stazionava come riserva mobile la 14. Panzer-Division, mentre era anche disponibile la 9ª Divisione contraerea della Luftwaffe al comando del generale Wolfgang Pickert con i suoi cannoni utilizzabili nel tiro anticarro.
Secondo un documento del 22 dicembre la 6ª Armata disponeva ancora in quella data di una forza vettovagliata di circa 249.000 uomini, compresi 13.000 rumeni e 19.300 ausiliari locali, di cui 25.000 soldati di fanteria di prima linea e 3.200 pionieri d'assalto, la forza combattente complessiva veniva calcolata nel 60-70% della forza vettovagliata. Al 28 dicembre il comando calcolò in 241.000 soldati la forza presente nella sacca ed in 30.000 uomini il numero delle perdite fino a quel momento dopo il 24 novembre, e comunicò che la forza combattente reale dell'armata consisteva in 117 battaglioni a cui si aggiungevano altri 4 battaglioni forti, 42 medi e 67 deboli; erano disponibili ancora 426 cannoni campali medi e leggeri, 123 cannoni campali pesanti, 48 lanciarazzi, 40 cannoni contraerei pesanti, 131 carri armati, cannoni d'assalto e cacciacarri. Il comando dell'armata aveva cercato di utilizzare il tempo trascorso prima dell'offensiva finale sovietica per migliorare le sue posizioni, organizzando linee scaglionate più arretrate di ripiegamento; inoltre per colmare le perdite era stato inserito nei reparti combattenti anche il numeroso personale amministrativo, di comando e logistico presente all'interno della sacca; molti servizi di retrovia erano stati sciolti.
Pochi giorni prima dell'inizio dell'offensiva sovietica, il generale Paulus inoltre effettuò un'ultima variazione nello schieramento della 6. Armee nel tentativo di rafforzare il più possibile il settore occidentale del "naso di Marinovka" dove si prevedeva che l'Armata Rossa avrebbe sferrato il suo attacco principale. La 376ª Divisione, molto indebolita venne quindi ritirata da quel settore e trasferita sul lato meridionale del saliente scambiando il suo settore con la ancora solida 29ª Divisione motorizzata che peraltro dovette effettuare lo spostamento in gran fretta. I soldati della divisione motorizzata non trovarono posizioni già pronte e dovettero improvvisare con grande difficoltà linee difensive nella steppa ghiacciata.

### Il rifornimento aereo

#### Organizzazione e difficoltà del "ponte aereo"
Nonostante periodici ritorni di fiducia tra le truppe accerchiate in connessione con la diffusione di voci inattendibili su forze di soccorso in arrivo e sul lancio di paracadutisti tedeschi nella sacca, la situazione dell'armata agli inizi di gennaio 1943 divenne catastrofica in conseguenza soprattutto del fallimento del promesso rifornimento aereo. La sera del 23 novembre lo stato maggiore della Luftwaffe, guidato dal generale Hans Jeschonnek, durante una riunione al quartier generale di Hermann Göring, aveva affermato di poter garantire 350 tonnellate di rifornimenti al giorno alla 6ª Armata in caso di accerchiamento, ma questo obiettivo comunque ritenuto insufficiente dal comando dell'armata che aveva calcolato la necessità di almeno 500 tonnellate giornaliere per mantenere in efficienza le truppe accerchiate, non fu assolutamente raggiunto a causa di una serie di fattori e di carenze che si rivelarono insuperabili. In primo luogo la 4ª Luftflotte, nonostante le fossero stati frettolosamente assegnati tutti gli Ju 52 disponibili provenienti anche da sezioni di addestramento e di servizi, rinforzati da reparti aerei equipaggiati con una moltitudine di aerei diversi, spesso inadatti, come Ju 290, He 111, Fw 200, He 177 e Ju 86, ebbe a disposizione all'inizio di dicembre solo circa 500 aerei con una prontezza operativa teorica del 30-50%, che si dimostrarono del tutto insufficienti.

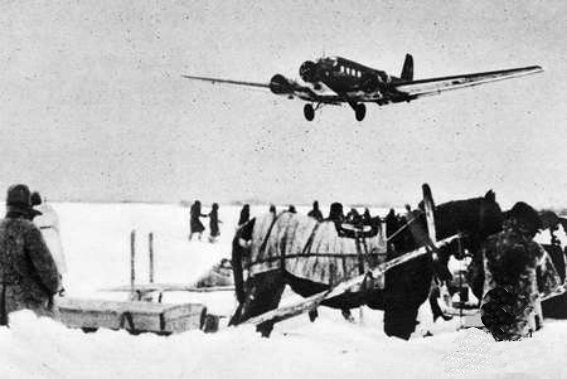
Un aereo da trasporto Junkers Ju 52 in atterraggio durante il tentativo di rifornimento della sacca di Stalingrado.

Questi aerei da trasporto inizialmente decollavano dagli aerodromi di Tacinskaja e Morozovskaja distanti circa 200-240 chilometri da Stalingrado; dopo l'evacuazione di queste basi aeree alla fine di dicembre a causa dell'arrivo delle colonne corazzate sovietiche, gli aerei tedeschi dovettero partire da campi molto più distanti, prima a Salsk e Novočerkassk e infine Vorosilovgrad, Taganrog, Stalino, Sverevo. All'interno della sacca erano disponibili due aeroporti principali, Pitomnik e Gumrak, e due aeroporti secondari, Basargino e Stalingradskij; in un primo momento nel kessel rimasero alcune squadriglie di caccia, ricognitori e bombardieri in picchiata che vennero poi evacuate dopo la caduta di Pitomnik il 16 gennaio 1943. A Pitomnik erano basati i 22 piloti da caccia della cosiddetta Platzschutzstaffel, guidata dal capitano Rudolf Germeroth del JG3, che rivendicò 130 vittorie aeree fino al suo ritiro il 17 gennaio. Oltre alle carenze di mezzi e di basi adeguate, il rifornimento aereo fu un fallimento anche a causa delle deficienze dell'organizzazione a terra per il mantenimento dell'efficienza dei terreni e delle macchine, per la mancanza di adeguati sistemi per il controllo del volo e per il servizio meteorologico; gli equipaggi furono sottoposti a una grande pressione psicofisica e non risultarono adeguatamente addestrati per la difficile missione.
Il clima, caratterizzato spesso da nuvole basse, nebbia, ghiaccio, tempeste di neve, intralciò grandemente il ponte aereo. Inoltre il lavoro di pianificazione e coordinamento del rifornimento aereo da parte delle numerose strutture di comando della Luftwaffe e dell'esercito coinvolte fu organizzato in fretta e con scarsa preparazione e non funzionò in modo soddisfacente. Si verificarono ritardi nei trasporti dei materiali alle basi aeree, errori logistici, problemi di raccolta e deposito, decisioni errate sulla scelta dei carichi con l'invio a volte di materiali superflui a discapito dei rifornimenti essenziali.
Infine il ponte aereo venne continuamente contrastato dalle forze sovietiche: l'artiglieria contraerea dell'Armata Rossa era pericolosa e attiva, mentre i caccia della VVS intervennero contro i trasporti causando dure perdite a causa anche dell'insufficiente copertura dei caccia tedeschi. Incursioni aeree colpirono ripetutamente gli aerodromi di partenza e di arrivo e le vie di accesso alle aree di decollo, fuoco di artiglieria e di mortai bersagliò i campi di volo all'interno della sacca ritardando e disorganizzando lo scarico e il carico degli aerei. Stalin si preoccupò per la possibile riuscita del ponte aereo e dai primi di dicembre intervenne direttamente per organizzare un "blocco aereo" della sacca con un sistema di osservazione a terra dei voli e una sistematica attività di intercettazione da parte dei aerei della 235ª Divisione caccia del colonnello Podgornij.
Le forze aeree sovietiche erano organizzate nella 8ª, 16ª e 17ª Armata aerea e vennero costituite due linee di sbarramento: una linea esterna di 50 chilometri di larghezza, divisa in cinque settori e presidiata dagli aerei da caccia, e una linea interna di 10 chilometri di larghezza affidata all'artiglieria contraerea. Le perdite della Luftwaffe durante il tentativo di rifornimento della 6ª Armata furono pesanti. Alcune fonti riferiscono che nel periodo 24 novembre 1942-31 gennaio 1943 andarono perduti in azione o per incidenti 488 aerei da trasporto: 266 Ju 52, 165 He 111, 42 Ju 86, 9 Fw 200, 5 He 177, 1 Ju 290; altre fonti riportano cifre ancor più elevate: 536 aerei da trasporto, 149 bombardieri, 123 caccia e 2.196 uomini di equipaggio.

#### Bilancio del "ponte aereo"
Nonostante il grande impegno, i sacrifici degli equipaggi e le notevoli perdite, i risultati raggiunti dal ponte aereo furono deludenti: diretto inizialmente dal comando dell'8° Fliegerkorps del generale Martin Fiebig dal quartier generale di Tacinskaja, l'aerorifornimento raggiunse risultati molto inferiori alle esigenze. Secondo lo scrittore Heinz Schröter dal 24 novembre 1942 al 10 gennaio 1943 furono trasportati nella sacca una media giornaliera di sole 102 tonnellate di materiali e vettovaglie, scesa a 40 tonnellate dal 10 al 16 gennaio e ad appena 6-8 tonnellate dopo quella data; il risultato migliore sarebbe stato raggiunto il 19 dicembre con 282 tonnellate di rifornimenti.
Altre fonti riportano dati differenti; il feldmaresciallo Paulus nelle sue memorie scrive di una media giornaliera di 97,3 tonnellate di rifornimenti tra il 1 e il 10 dicembre e di 137,7 tonnellate tra il 12 e il 31 dicembre, con una media totale di 94,16 tonnellate di materiali e vettovaglie trasportate nel kessel; Paul Carell invece riferisce di una media giornaliera finale lievemente maggiore: 104,7 tonnellate di rifornimenti. Infine secondo il capo di stato maggiore della 4ª Luftflotte, generale von Rohden, ripreso dagli storici tedeschi Walter Görlitz e Manfred Kehrig la media quotidiana variò da 53,8 tonnellate nei primi giorni dell'accerchiamento, a 97,3 tonnellate fino al 3 dicembre, salì a 137,7 tonnellate fino al 23 dicembre, discese, dopo la caduta degli aeroporti di Tacinskaja e Morozovskaja, a 105,4 tonnellate fino al 10 gennaio.

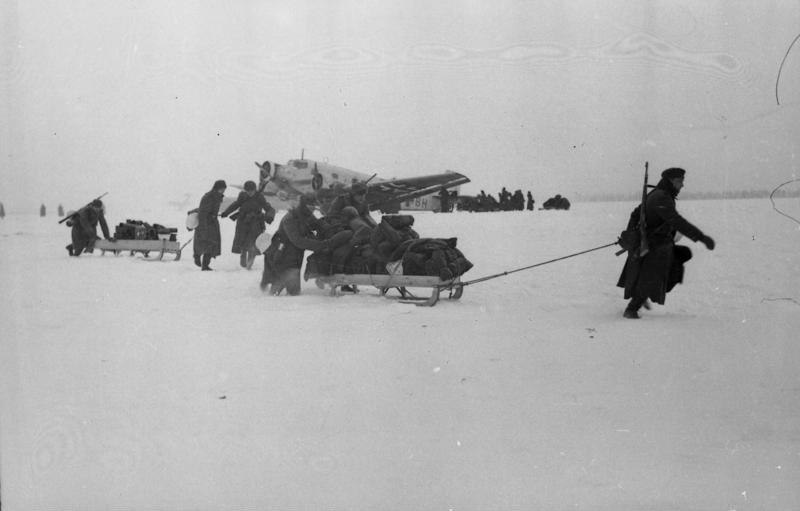
Scarico di materiali da uno Junkers Ju 52

Nell'ultima fase della battaglia, Hitler, sotto l'impressione del disastroso rapporto presentato dal capitano Winrich Behr, proveniente dalla sacca, decise il 15 gennaio di creare un comando speciale per il rifornimento di Stalingrado affidato al feldmaresciallo Erhard Milch con quartier generale a Melitopol. Il ponte aereo ebbe un'ultima e tardiva ripresa: il quantitativo giornaliero di rifornimenti, dopo essere sceso a 60 tonnellate tra l'11 e il 14 gennaio, passò a 79 tonnellate dal 15 al 19 gennaio, e a 77,9 tonnellate dal 20 gennaio al 2 febbraio. Ma era ormai troppo tardi per ottenere risultati importanti; a causa della perdita degli aeroporti nella sacca, della disorganizzazione tecnica e dell'ulteriore ripiegamento delle basi di partenza dei trasporti, il ponte aereo era ormai praticamente finito, negli ultimi giorni furono effettuati solo inefficaci lanci dall'aria di contenitori di rifornimenti che spesso andarono perduti o caddero in mano nemica. Secondo il generale von Rohden il risultato massimo del ponte aereo fu raggiunto il 20 dicembre con 291 tonnellate di rifornimenti trasportati all'interno della sacca di Stalingrado.

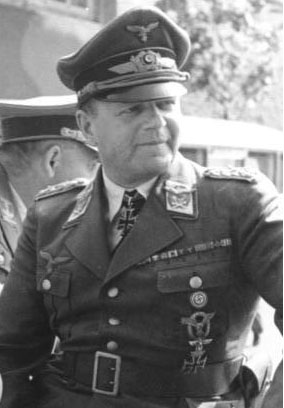
Il feldmaresciallo della Luftwaffe Erhard Milch cercò tardivamente di migliorare l'efficienza del "ponte aereo".

Oltre alla catastrofica carenza di vettovaglie per uomini e animali, le insufficienze del ponte aereo ridussero anche grandemente la disponibilità di munizioni per i soldati, i mezzi corazzati e l'artiglieria; in luogo del consumo effettivo di 132 tonnellate al giorno, le forniture si ridussero in media ad appena 16,4 tonnellate e raggiunsero al massimo le 53,4 tonnellate. Espedienti momentanei come il trasferimento interno di riserve di munizioni e l'utilizzo di materiale straniero non poterono migliorare la situazione e quindi le scorte si ridussero a nulla. La situazione del carburante era ancor più critica, e, insieme alla perdita dei cavalli destinati alla macellazione, ridusse l'armata in una situazione di mobilità molto ridotta. Le richieste di 350 metri cubi di benzina e Diesel al giorno non poterono essere esaudite e i rifornimenti si limitarono a una media di appena 37,35 metri cubi, mentre le riserve caddero a soli 15 metri cubi di carburanti. Le disponibilità erano così scarse che dal 5 gennaio la 6ª Armata divenne praticamente immobile ed anche il sistema di distribuzione dei rifornimenti all'interno della sacca, che consumava giornalmente 50 metri cubi di carburante, divenne molto difficoltoso.
Importante fu invece la funzione degli aerei da trasporto tedeschi per permettere l'evacuazione dalla sacca; il generale Paulus ed il comando dell'armata stabilirono una rigida procedura di selezione del personale autorizzato a lasciare il kessel. In primo luogo dovevano essere evacuati i feriti, con precedenza per quelli gravi; in questo modo furono trasportati in salvo per via aerea circa 35.000 feriti. Altro personale autorizzato erano i corrieri dell'armata scelti in prevalenza tra i soldati non più idonei al combattimento; su disposizione dell'OKH furono inoltre evacuati nell'ultima fase della battaglia gli ufficiali destinati alla carriera di stato maggiore e gli ufficiali ed i soldati delle truppe corazzate e di altri corpi specialistici, in questo modo uscirono dalla sacca circa altri 7.000 uomini, tra cui gli esperti ufficiali Wilhelm Langkeit, Rudolf Sieckenius, Bernd Freytag von Loringhoven, Bernhard Sauvant. Tra gli ufficiali superiori furono evacuati i generali Hans Hube, delle truppe corazzate, Wolfgang Pickert, della Luftwaffe, Erwin Jaenecke e Bernhard Steinmetz, feriti. Infine il comando d'armata decise di evacuare anche i comandi di tre divisioni disciolte durante la battaglia a causa delle gravi perdite, la 79ª, 94ª e 384ª Divisione fanteria; il generale Paulus non prese mai in considerazione la possibilità di abbandonare le sue truppe.

### Lo schieramento dell'Armata Rossa
Il piano originale per l'operazione Anello, studiato dai generali Voronov e Rokossovskij ed inviato allo Stavka il 27 dicembre, prevedeva un attacco principale da ovest verso est da parte di tre armate sovietiche per frantumare la sacca in due parti con un'avanzata lungo la direttrice Baburkin-Gumrak-Aleksejevka-quartiere operaio della fabbrica Krasnyj oktjabr'. Ma il progetto, che era stato in precedenza concordato in parte con lo stato maggiore generale, venne criticato da Stalin e dallo Stavka che il 28 dicembre richiesero di modificare il piano. Le direttive di Stalin e dello Stavka evidenziavano il rischio di una dissipazione delle forze in settori separati e ordinavano di concentrare l'attacco iniziale soprattutto per schiacciare il settore occidentale della sacca tra Marinovka e Karpovka.

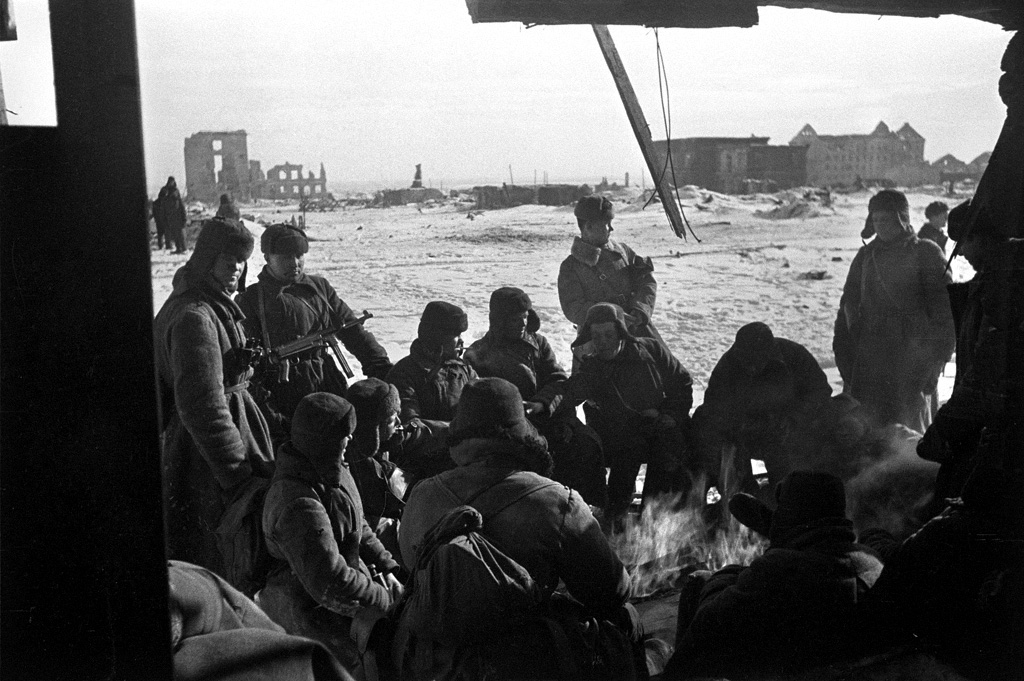
Soldati dell'Armata Rossa durante una pausa dei combattimenti a Stalingrado.

L'offensiva finale si sarebbe quindi sviluppata secondo il piano elaborato dai generali Voronov e Rokossovskij modificato sulla base delle richieste di Stalin e dello Stavka del 28 dicembre: esso prevedeva che in una prima fase la 21ª del generale Ivan Čistjakov e la 65ª Armata del generale Pavel Batov avrebbero attaccato da nord e da sud-ovest il saliente di Karpovka-Marinovka (il cosiddetto "naso di Marinovka"), mentre attacchi secondari sarebbero stati sferrati a sud dall 57ª Armata del generale Fëdor Tolbuchin e a nord dalla 66ª Armata del generale Aleksej Žadov. Nella seconda fase quattro armate, 21ª, 65ª, 57ª Armata e la 24ª Armata del generale Ivan Galanin, avrebbero attaccato in modo convergente da ovest verso est sulla direttrice Pitomnik-Gumrak-Stalingrado fino a dividere in due parti la sacca e a congiungersi, supportate a nord dalla 66ª Armata e a sud dalla 64ª Armata del generale Michail Šumilov, con la 62ª Armata del generale Čujkov che, asserragliata nella sua testa di ponte nel rovine di Stalingrado, avrebbe trattenuto con attacchi locali il massimo di truppe tedesche.
Le forze sovietiche impegnate nel blocco della sacca e destinate a sferrare l'operazione Anello erano indebolite dopo due mesi di combattimenti e le divisioni soffrivano di una carenza di effettivi; il generale Voronov evidenziò queste debolezze del suo schieramento e quindi propose di concentrare soprattutto una grande potenza di fuoco ammassando un forte schieramento di artiglieria. Egli inoltre richiese rinforzi di fanteria per completare le sue formazioni d'assalto. Stalin e lo Stavka accolsero in parte queste richieste e quindi 20.000 soldati di rinforzo furono inviate alle armate e lo schieramento d'artiglieria venne fortemente potenziato con l'arrivo di reggimenti della riserva del comando supremo; sarebbero stati impiegati per la prima volta anche i nuovi reggimenti della Guardia di carri pesanti, destinati a penetrare le posizioni fortificate del nemico.

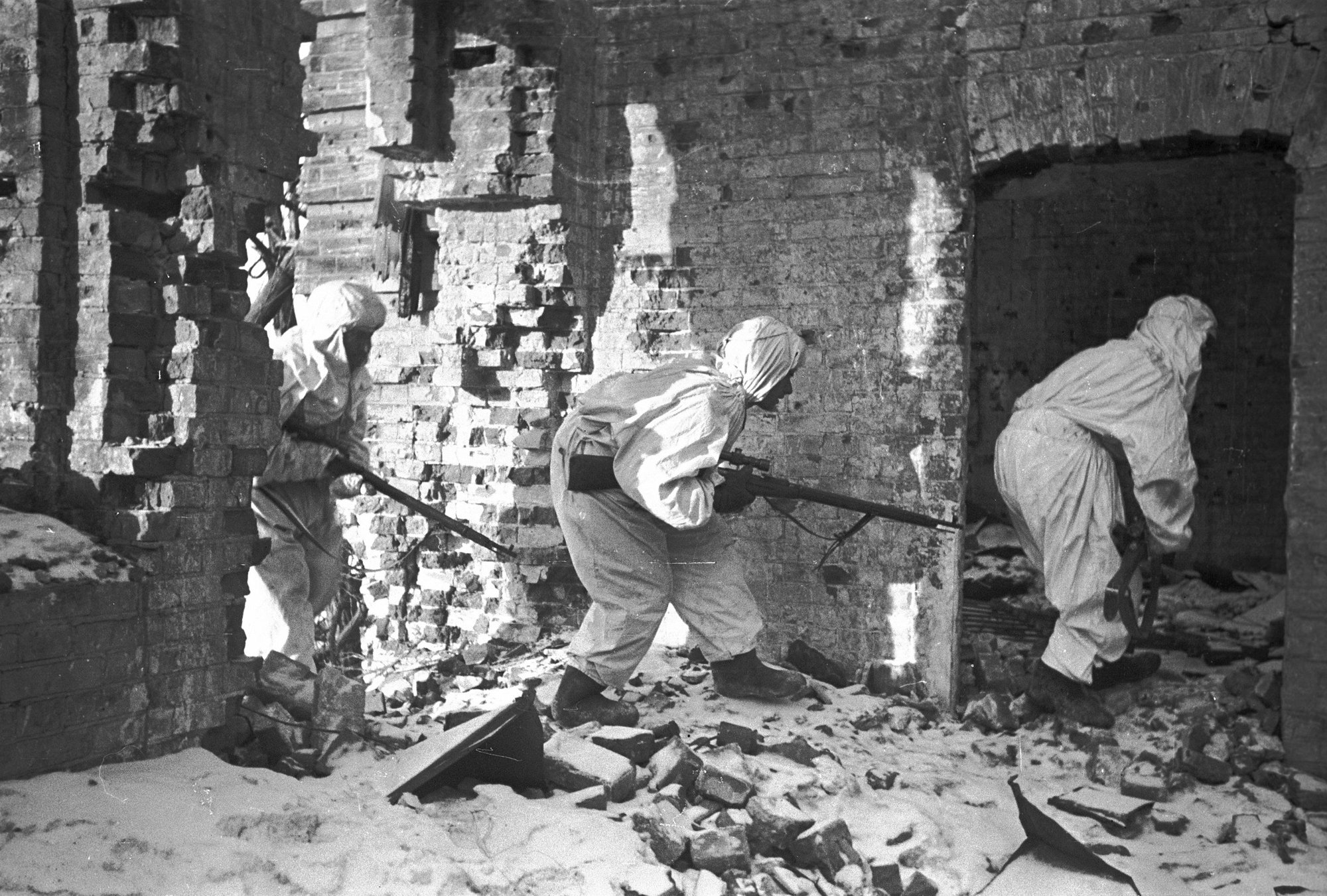
Fucilieri sovietici in tuta mimetica invernale attraversano un edificio in rovina a Stalingrado.

A gennaio 1943 e forze del Fronte del Don ammontavano a 39 divisioni e dieci brigate di fucilieri, 38 reggimenti dell'artiglieria di riserva dell'alto comando, dieci reggimenti di lanciarazzi Katjuša, cinque brigate corazzate, tredici reggimenti di carri, tre treni blindati, diciassette reggimenti di artiglieria contraerea, quattordici compagnie lanciafiamme; un complesso di 281.000 soldati, 257 carri armati, 300 aerei e quasi 10.000 cannoni. Gli effettivi dell'Armata Rossa assegnati all'operazione Anello non erano numericamente molto superiori ai soldati tedeschi rimasti nella sacca, ma i sovietici poterono concentrare le loro forze nei punti prescelti per l'attacco dove la loro superiorità si rivelò schiacciante: di tre volte in soldati, di dieci volte im artiglieria. Nel settore d'attacco il Fronte del Don concentrò da 150 a 167 cannoni per chilometro di fronte ottenendo micidiali effetti distruttivi sulle fortificazioni tedesche.
Il 5 gennaio il generale Voronov decise, dopo aver ottenuto l'autorizzazione dello Stavka, di inviare un formale ultimatum al comando della 6ª Armata per invitare alla resa, evitando ulteriori perdite ed altre sofferenze alle truppe accerchiate. Dopo aver realisticamente descritto le condizioni disperate dell'armata, il documento elencava le condizioni di resa, espresse in termini formalmente corretti. Dopo accordi via radio il 7 gennaio con il comando dell'armata accerchiata per concordare la consegna dell'ultimatum, vennero quindi inviati oltre le linee tedesche il maggiore A. M. Smyslov e il capitano N. D. Djatlenko, ma il primo tentativo di attraversare le linee venne respinto dal fuoco nemico. Nonostante le ingiunzioni dello Stavka di sospendere la procedura, il generale Voronov fece un secondo tentativo il 9 gennaio e questa volta gli intermediari riuscirono a consegnare il messaggio, già divulgato alle truppe accerchiate per mezzo di volantini lanciati dagli aerei e attraverso messaggi radio, ad un posto di comando tedesco. Il generale Paulus peraltro rifiutò ogni contatto e ordinò di rimandare indietro i due ufficiali; l'ultimatum venne respinto dopo una consultazione del comandante dell'armata con i suoi generali.
Il generale Voronov quindi comunicò allo Stavka, che aveva chiesto subito informazioni, l'intenzione di procedere come previsto con l'operazione Anello il 10 gennaio; il generale e il comandante del Fronte del Don, generale Rokossovskij, si stabilirono, all'alba della rigida giornata invernale con temperature fino a -35 °C, al quartier generale della 65ª Armata del generale Batov per assistere all'inizio dell'offensiva finale contro la sacca di Stalingrado.

## Offensiva finale sovietica

### Primo attacco

#### Conquista del "naso di Marinovka"
La convinzione del comandante della 6ª Armata di dover prolungare ad oltranza la resistenza della sacca per non essere responsabile del crollo del fronte tedesco ancora sottoposto ai violenti attacchi sovietici, si rafforzò dopo il 1º gennaio quando il comando apprese della ritirata in corso del Gruppo d'armate A dal Caucaso e quindi dell'importanza di non interrompere prematuramente i combattimenti anche per mantenere il possesso della linea ferroviaria Stalingrado-Tichoretz. Egli ritenne quindi necessario continuare la difesa della sacca di Stalingrado e respinse, in accordo con i generali comandanti dei corpi d'armata, l'ultimatum sovietico.

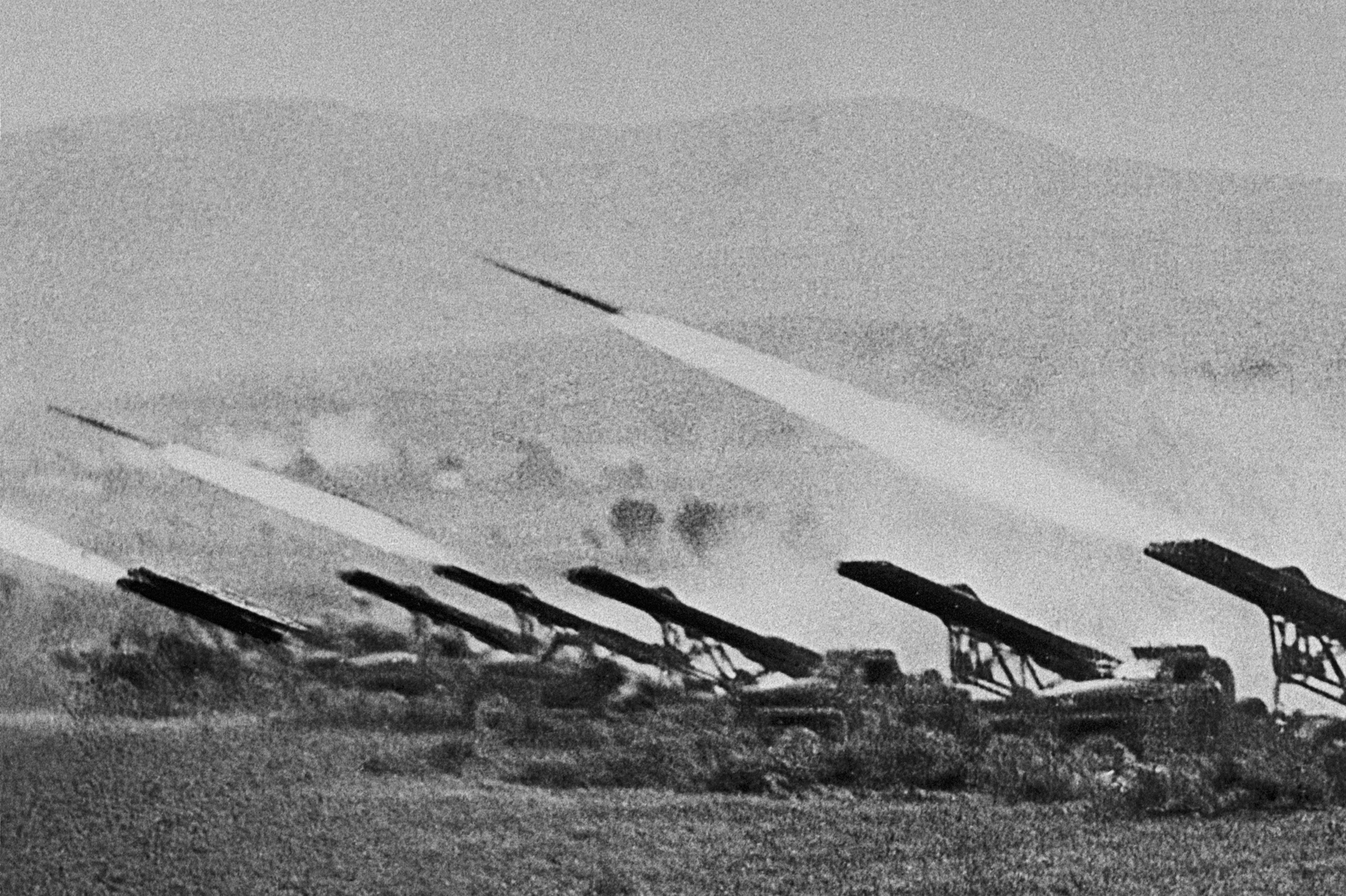
Lanciarazzi sovietici katjuša aprono il fuoco sul fronte orientale.

Alle ore 8.05 del 10 gennaio i generali Voronov e Rokossovskij, al posto di comando della 65ª Armata, ordinarono al generale Bieskin, comandante dell'artiglieria dell'armata di dare inizio allo sbarramento di fuoco contro le difese tedesche del "naso di Marinovka": per 55 minuti oltre 7.000 cannoni e lanciarazzi bombardarono con grande violenza le linee nemiche distruggendo molte fortificazioni e indebolendo fortemente le precarie posizioni tedesche della 44ª Divisione fanteria, della 3ª e 29ª Divisione motorizzata e di una parte della 376ª Divisione fanteria. I reparti tedeschi erano già molto indeboliti dalle privazioni e dal freddo e, nonostante fossero stati rinforzati con pionieri e alcuni cannoni contraerei e cannoni d'assalto, subirono pesanti perdite sotto il fuoco d'artiglieria. Dopo lo sbarramento iniziale, alle ore 9:00 i fucilieri sovietici passarono all'attacco avanzando rapidamente nella steppa innevata, sostenuti da piccoli gruppi di carri armati T-34 e dal fuoco dei cannoni che fu diretto in profondità nelle retrovie o sui punti di resistenza nemici; anche gli aerei d'assalto della 16ª Armata aerea sovietica intervennero con attacchi ai capisaldi tedeschi.
L'attacco principale venne sferrato da nord dalle divisioni della 65ª Armata del generale Batov, sostenute da alcune formazioni corazzate pesanti tra cui la famosa 91ª Brigata carri del colonnello Ivan Jakubovskij, contro la 44ª Divisione austriaca del generale Heinrich Deboi, mentre la 21ª Armata del generale Čistjakov attaccò frontalmente la 3ª e la 29ª Divisione motorizzata e la 376ª Divisione fanteria che avevano fortificato i centri di Marinovka e Karpovka contro un attacco da sud. Le difese della 44ª Divisione vennero superate in più punti e i soldati tedeschi dovettero abbandonare i loro ripari e ripiegare; di conseguenza l'avanzata dei fucilieri sovietici da nord mise in pericolo i fianchi e le spalle della 3ª Divisione motorizzata del generale Helmuth Schlömer, della 29ª Divisione motorizzata del generale Hans-Georg Leyser e della 376ª Divisione fanteria del generale Edler von Daniels, già in difficoltà per gli attacchi frontali della 21ª Armata. La resistenza tedesca fu tenace, alcuni reparti di riserva e i pochi carri armati rimasti tentarono anche di contrattaccare, ma entro la fine della giornata la divisione austriaca era ormai distrutta e alle ore 22.00 anche i soldati delle altre divisioni nel "naso di Marinovka" dovettero iniziare, sotto la pressione nemica, la ritirata a piedi nella neve, esposti allo scoperto dopo aver abbandonato sul posto i mezzi e le artiglierie.

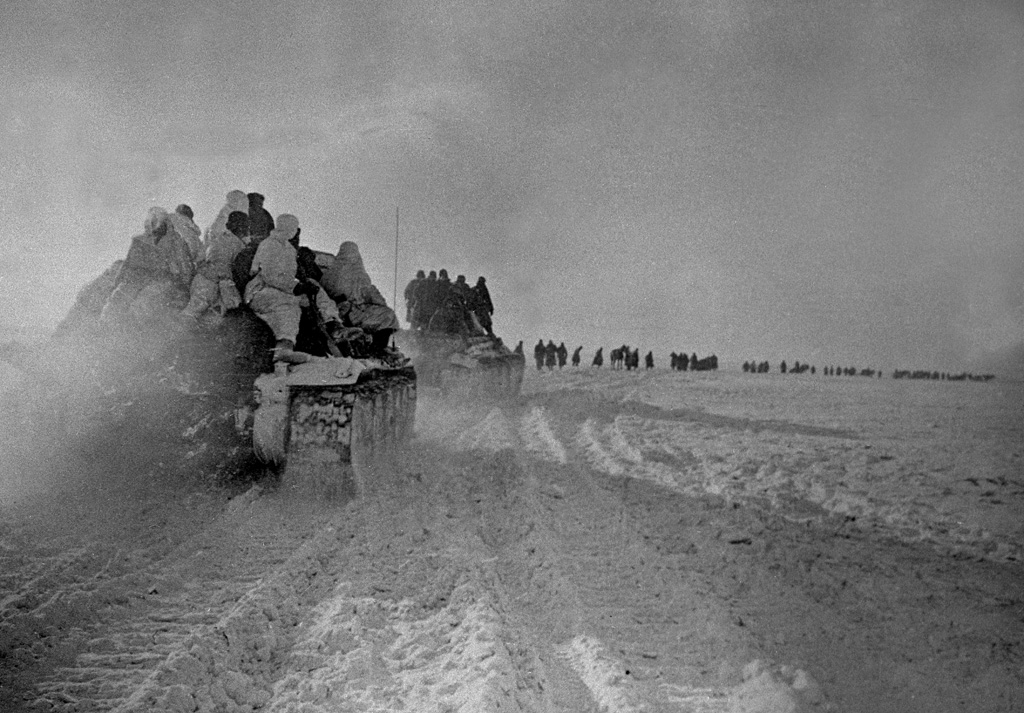
Colonna di carri armati sovietici in azione durante l'inverno 1942-1943.

Contemporaneamente all'offensiva principale nel settore di Marinovka, il Fronte del Don sferrò una serie di attacchi secondari in altri settori della sacca: a nord-ovest la 24ª Armata del generale Galanin riuscì ad aprire un varco tra la 76ª e la 113ª Divisione fanteria; in particolare la 76ª Divisione del generale Karl Rodenburg subì gravi perdite e l'11 gennaio fu costretta a ripiegare dopo aver abbandonato tutti i suoi cannoni e ridotta a soli 600 uomini; a nord, tra Kuzmici e Orlovka, la 66ª Armata del generale Žadov attaccò con limitati risultati la 16. Panzer-Division del generale Günther Angern e la 60ª Divisione motorizzata del generale Otto Kohlermann; gli ultimi carri della divisione corazzata riuscirono ancora a contenere lo sfondamento; nel settore meridionale del kessel la 64ª Armata del generale Šumilov passò all'offensiva tra Cybenko e El'chi contro la 297ª Divisione fanteria del generale Moritz von Drebber, il kampfgruppe del colonnello Mäder e l'82º reggimento rumeno. Sotto il fuoco nemico, i rumeni abbandonarono le loro posizioni e i sovietici poterono guadagnare terreno; solo alcuni disperati contrattacchi di un battaglione di pionieri e della 297ª Divisione, formazione ancora solida, evitarono uno sfondamento completo. Nei giorni seguenti la divisione respinse ancora ripetuti attacchi della 36ª Divisione fucilieri della Guardia, della 42ª Divisione fucilieri e di parte del 13º Corpo carri sovietico.
Il primo giorno di scontri terminò, dopo combattimenti molto intensi, con un'avanzata sovietica in alcuni settori di 7-8 chilometri, ma la resistenza tedesca era stata notevole e le perdite pesanti da entrambe le parti; gli attacchi frontali dei fucilieri sovietici costarono molte perdite all'Armata Rossa. Nella notte il generale Voronov presentò il suo primo rapporto a Stalin, durante tutti i giorni successivi dell'operazione Anello, il rappresentante della Stavka continuò a riferire giornalmente all'alto comando sovietico gli sviluppi dell'offensiva contro la sacca.
Nei giorni seguenti lo sfondamento sovietico nel "naso di Marinovka" divenne incontrollabile. La mattina dell'11 gennaio caddero i due capisaldi di Marinovka e Karpovka e furono contati 1.600 cadaveri tedeschi sul campo di battaglia; la 65ª e la 21ª Armata avanzarono pur continuando a subire dure perdite. Nei primi tre giorni il Fronte del Don ebbe 26.000 morti e feriti e 135 carri armati distrutti o danneggiati, ma la situazione delle divisioni tedesche in ritirata, esposte a piedi all'aperto e costrette a trasportare a mano i cannoni controcarro, stava diventando catastrofica; i soldati della 6ª Armata cercarono di organizzare nuove posizioni nella neve, mentre i resti della 14. Panzer-Division del generale Martin Lattmann tentarono ancora di contrattaccare fino all'esaurimento delle munizioni. Il 12 gennaio le divisioni sovietiche della 65ª Armata del generale Batov e 21ª Armata del generale Čistjakov raggiunsero le rive del fiume Rossoška, completando la conquista del "naso di Marinovka", mentre i resti delle divisioni del 14º Panzerkorps si ritiravano verso ovest.

#### Caduta di Pitomnik

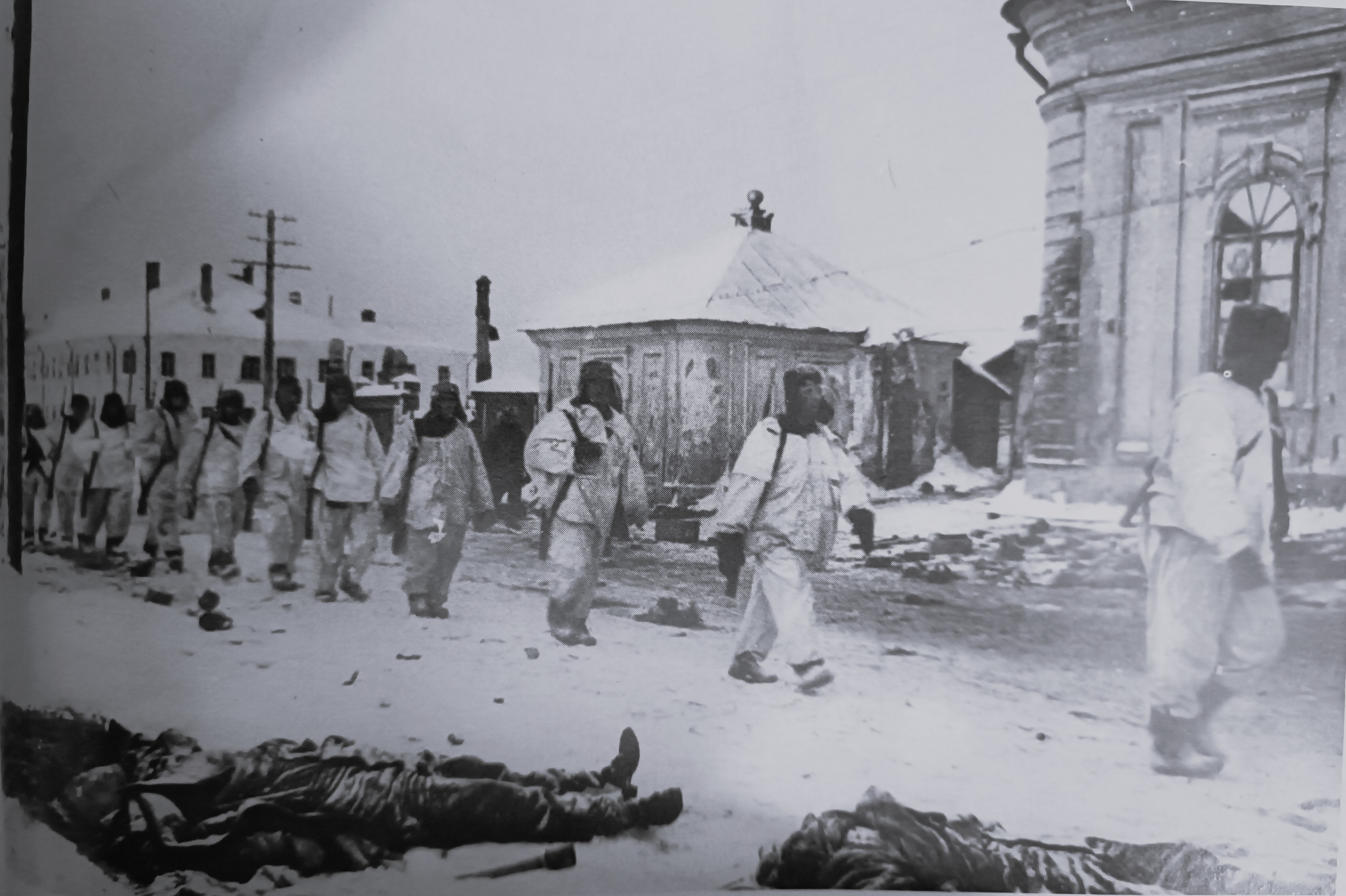
Soldati sovietici passano accanto a cadaveri di soldati tedeschi durante le ultime fasi dell'operazione Anello.

La forte resistenza incontrata e le dure perdite subite nei primi giorni sorpresero i comandanti sovietici; il basso numero di prigionieri, solo 6.896 soldati catturati dall'inizio dell'attacco, confermava che i tedeschi mantenevano la combattività nonostante il logoramento del lungo assedio. I generali Voronov e Rokossovskij appresero finalmente notizie attendibili sulle forze accerchiate grazie alla cattura e all'interrogatorio del tenente colonnello Werner von Kunowski, quartiermastro della 6ª Armata in assenza del colonnello Robert Bader che era rimasto fuori dalla sacca. Si apprese in questo modo che i comandi tedeschi avevano rafforzato le prime linee aggregando le truppe di retrovia ai reparti combattenti e soprattutto divenne noto che le forze accerchiate erano molto più numerose del previsto. Il 10 gennaio 1943 erano ancora presenti nel kessel 210.000 uomini; le perdite dell'armata fino a quel momento ammontavano a 10.000 morti e 25.000 feriti, di cui oltre 10.000 erano stati evacuati per via aerea.

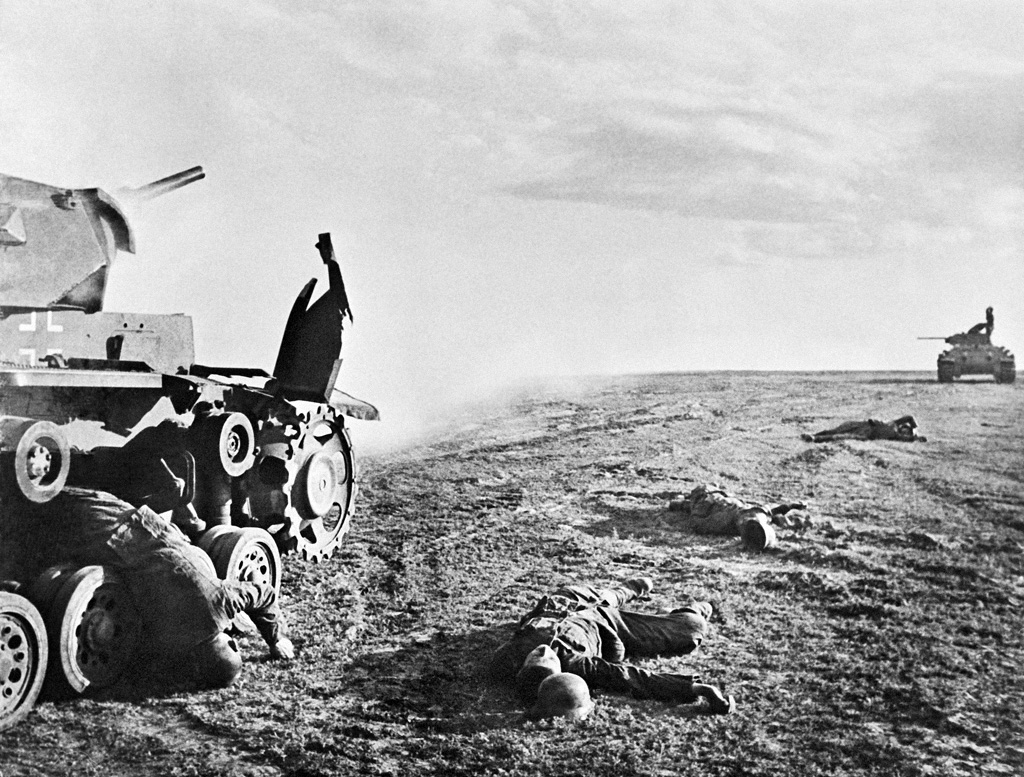
Resti di mezzi corazzati tedeschi e sovietici abbandonati nella steppa.

Fin dai primi giorni il comando della 6ª Armata comunicò all'OKH che, anche se nel complesso i reparti ancora si battevano accanitamente e il ripiegamento sulla seconda posizione stava avvenendo mantenendo la coesione, sarebbe stato impossibile resistere fino alla data ipotizzata per la nuova operazione di soccorso preannunciata dal generale Hube, la seconda metà di febbraio. Quindi veniva richiesto, per evitare il crollo della "Fortezza", l'invio per via aerea di sostanziali rinforzi di battaglioni da combattimento con armi pesanti; venne anche comunicato che, a causa della carenza di carburante, l'armata rischiava in poco tempo la totale immobilità, e "in queste condizioni la fine della resistenza sarebbe solo una questione di giorni".
Sul campo la situazione delle truppe tedesche era tragica. Le posizioni sulla Rossoška erano indifendibili con le forze disponibili e vennero superate il 15 gennaio dalle divisioni fucilieri sovietiche della 21ª Armata e della 65ª Armata che puntavano su Pitomnik, l'aeroporto principale della sacca; il 14 gennaio era già caduto l'aerodromo secondario di Basargino. La 3ª Divisione motorizzata continuò a ripiegare a piedi, mentre la 29ª Divisione motorizzata del generale Leyser sferrò un ultimo contrattacco con i quattro carri armati rimasti prima di cedere a sua volta; nel settore meridionale della sacca la situazione del 4º Corpo d'armata tedesco si deteriorò il 13 e 14 gennaio. La 57ª Armata del generale Tolbuchin e la 64ª Armata del generale Šumilov sfondarono a Cybenko e la 297ª Divisione fanteria dovette ritirarsi verso est, mentre la 376ª Divisione, rimasta isolata più a ovest, venne quasi distrutta e solo pochi resti si unirono alla ritirata.
Anche a nord le difese tedesche stavano cedendo; la 66ª Armata superò le ultime resistenze della 16. Panzer-Division e della 60ª Divisione motorizzata e avanzò verso sud. Alla metà di gennaio la 44ª, 76ª, 384ª, 376ª, 113ª erano ormai quasi totalmente distrutte, mentre a Stalingrado anche la 62ª Armata del generale Čujkov passò all'attacco sul Mamaev Kurgan con la 284ª Divisione del colonnello Nikolaj Batjuk e alla fabbrica Krasnyj oktjabr' con la 45ª Divisione del generale Vasilij Sokolov; i tedeschi della 305ª e 100ª Divisione si difesero con tenacia ma i sovietici riuscirono a guadagnare terreno.

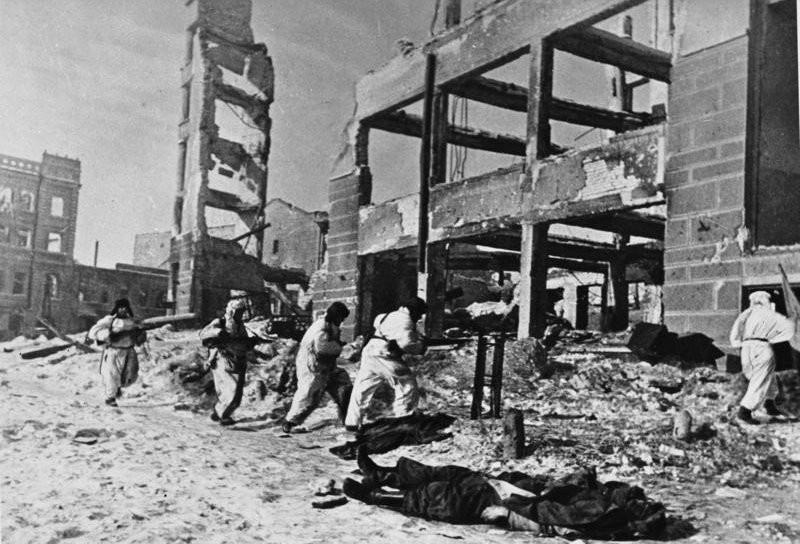
I soldati dell'Armata Rossa, in tuta mimetica invernale, impegnati negli scontri finali dell'operazione Anello.

Tra la fanteria tedesca, esausta, quasi priva di cannoni anticarro e quindi impotente contro i carri armati sovietici, si diffusero i primi episodi di "terrore dei carri". Fenomeni di dissoluzione e di panico iniziarono a manifestarsi tra le truppe tedesche costrette a battere in ritirata in direzione delle rovine di Stalingrado a piedi nella neve con temperature molto rigide; gruppi di sbandati si trascinavano in condizioni penose nella steppa in cerca di cibo e riparo, anche il trasporto dei feriti, sempre più numerosi divenne difficile.
Il 15 gennaio i carri armati sovietici circondarono il campo di Pitomnik; l'aeroporto venne colpito dal fuoco dell'artiglieria e cadde in mano dell'Armata Rossa il 16 gennaio, sulle piste rimasero le carcasse degli aerei tedeschi distrutti mentre nelle vicinanze venne individuato un grande deposito di mezzi e armamenti fuori uso abbandonati dalle divisioni della 6ª Armata. Nonostante le proteste del generale Paulus, le squadriglie di caccia, ricognitori e bombardieri in picchiata ancora operanti dall'interno del kessel abbandonarono l'aeroporto e, su ordine del generale von Richthofen, lasciarono la sacca.
Negli ultimi giorni prima dell'arrivo dei sovietici, all'aeroporto di Pitomnik si verificarono episodi drammatici di confusione e di riottosità tra le migliaia di sbandati, disertori e feriti leggeri che tentavano di salire sugli aerei che decollavano con a bordo feriti gravi, ufficiali e specialisti selezionati secondo la rigida procedura stabilita dal comando d'armata. I soldati della Feldgendarmerie, i temuti "cani alla catena", ebbero grande difficoltà a frenare le masse di sbandati completamente disorganizzati; in alcune occasioni si ricorse al fuoco delle armi. Dopo la caduta dell'aeroporto e dell'ospedale di Pitomnik il 16 gennaio, gli sbandati e i feriti marciarono penosamente a piedi per tredici chilometri fino all'aeroporto di Gumrak dove si verificarono altri episodi di panico e di terrore incontrollato con assalti agli aerei, repressi dalla Feldgendarmerie. In questo secondo aeroporto era anche situato un ospedale campale dove le condizioni dei numerosissimi feriti erano tragiche e la mortalità altissima, i cadaveri erano sparsi lungo le strade e molti soldati erano completamente privi di cure. Nelle cosiddette "caverne della morte", i tunnel scavati nei fianchi delle irregolarità del terreno, erano assistiti sommariamente altri feriti.

### Secondo attacco

#### Ritirata verso le rovine di Stalingrado
Il 17 gennaio si incontrarono al quartier generale del Fronte del Don i comandanti delle armate con i generali Voronov e Rokossovskij; dopo accese discussioni, venne respinta la proposta di sospendere l'offensiva per alcuni giorni per colmare le perdite e riorganizzare lo schieramento; i generali Voronov e Rokossovskij decisero di continuare subito l'offensiva in direzione di Gumrak per occupare l'ultimo importante aeroporto a disposizione del nemico. In realtà nei quattro giorni successivi i combattimenti rallentarono mentre le armate del Fronte del Don si riorganizzavano per l'attacco finale; nelle retrovie tedesche intanto cresceva la disorganizzazione a causa soprattutto del fallimento logistico, della mancanza di cibo, di equipaggiamenti e ripari contro il freddo, della carenza di cure sanitarie.

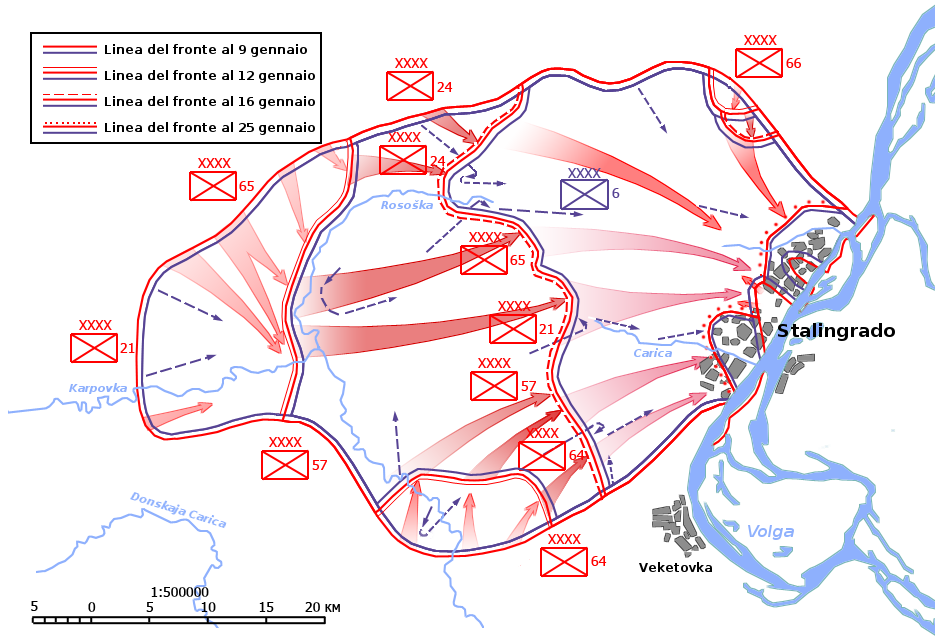
Mappa della sacca di Stalingrado con le direttrici dell'avanzata delle armate sovietiche del Fronte del Don.

Il 19 gennaio il maggiore d'aviazione Thiel raggiunse la sacca per verificare le condizioni dell'aeroporto di Gumrak e coordinare con il comando dell'armata il potenziamento del ponte aereo di cui aveva assunto la direzione da pochi giorni il feldmaresciallo Erhard Milch. Il maggiore trovò una situazione di caos e disorganizzazione; inoltre durante un colloquio con il generale Paulus, il comandante dell'armata apparve estremamente teso, molto irritato, pieno di recriminazioni per il fallimento del rifornimento aereo e per le mancate promesse della Luftwaffe. In precedenza il comandante della 6ª Armata aveva respinto le proposte dei generali Hube e von Seydlitz-Kurzbach di autorizzare tentativi di uscire dalla sacca in piccoli gruppi ritenendoli irrealizzabili e non considerando possibile abbandonare i feriti; il 20 gennaio inoltre venne diramato alle truppe un ordine per incitare la resistenza ed evitare diserzioni o rese prospettando un catastrofico destino nella prigionia sovietica.
Al quartier generale del Gruppo d'armate del Don ed all'OKH il generale Paulus invece manifestò tutto il suo pessimismo e in una comunicazione del 20 gennaio riferì del decadimento delle capacità combattive delle sue truppe, della penosa situazione dei feriti, dei segni di disgregazione, chiedendo inoltre libertà di azione per poter decidere autonomamente. Un rapporto scritto dettagliato nello stesso senso venne inviato al quartier generale di Hitler il 22 gennaio tramite il maggiore von Zitzewitz, ufficiale di collegamento dell'OKH, uscito in aereo dalla sacca; negli stessi giorni i generali von Seydlitz-Kurzbach e Max Pfeffer avevano proposto al comandante della 6ª Armata di cessare i combattimenti e anche il generale Schmidt e il colonnello Wilhelm Adam erano favorevoli a una resa, mentre i generali Heitz, Strecker e Hube e il colonnello Elchlepp si opposero ancora a interrompere la resistenza senza ordini superiori.

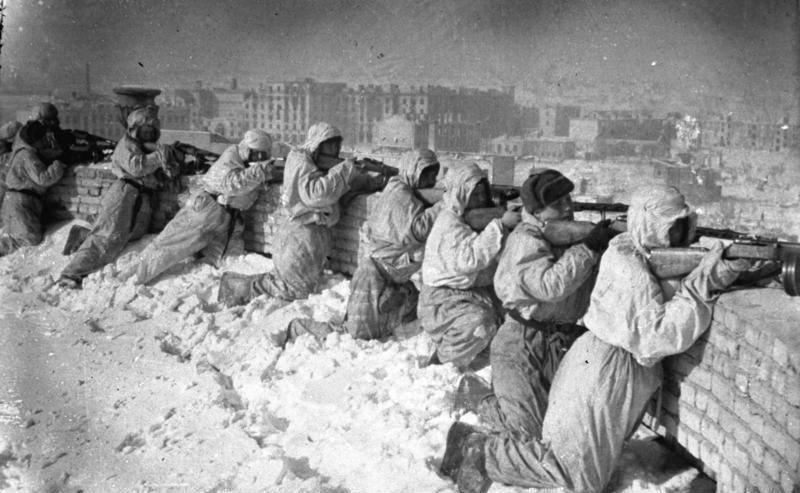
Soldati sovietici impegnati negli ultimi scontri nelle rovine di Stalingrado.

Il 20 gennaio l'Armata Rossa aveva dato inizio al nuovo attacco generale contro la sacca della 6ª Armata ormai ridotta a meno della metà delle sue dimensioni iniziali; la 65ª Armata del generale Batov avanzò in direzione dell'aeroporto di Gumrak e la notte occupò la cittadina di Gončara; nella serata successiva i sovietici si avvicinarono a Gumrak e i lanciarazzi Katjuša aprirono il fuoco scatenando il caos nella pista di volo. All'alba del 22 gennaio le compatte fila delle divisioni fucilieri sovietiche comparvero sui margini dell'aeroporto; gli ultimi aerei tedeschi decollarono in fretta, mentre gli altri soldati, dopo una serie di duri combattimenti, si ritirarono verso est e le truppe della Armata Rossa occuparono Gumrak; una parte dei feriti venne abbandonati nell'ospedale da campo dove i sovietici in un primo momento li lasciarono senza cure prima di trasferirli a Beketovka. La ritirata dei superstiti reparti tedeschi del 14º Panzerkorps e dell'8º, 4º e 11º Corpo d'armata in direzione est verso Stalingrado si stava trasformando in un ripiegamento disordinato per cercare un riparo dal freddo e dal nemico nelle macerie della città; la steppa era disseminata lungo il percorso di cadaveri congelati, feriti abbandonati, veicoli fuori uso, cannoni distrutti, materiali ed equipaggiamenti, cavalli morti.

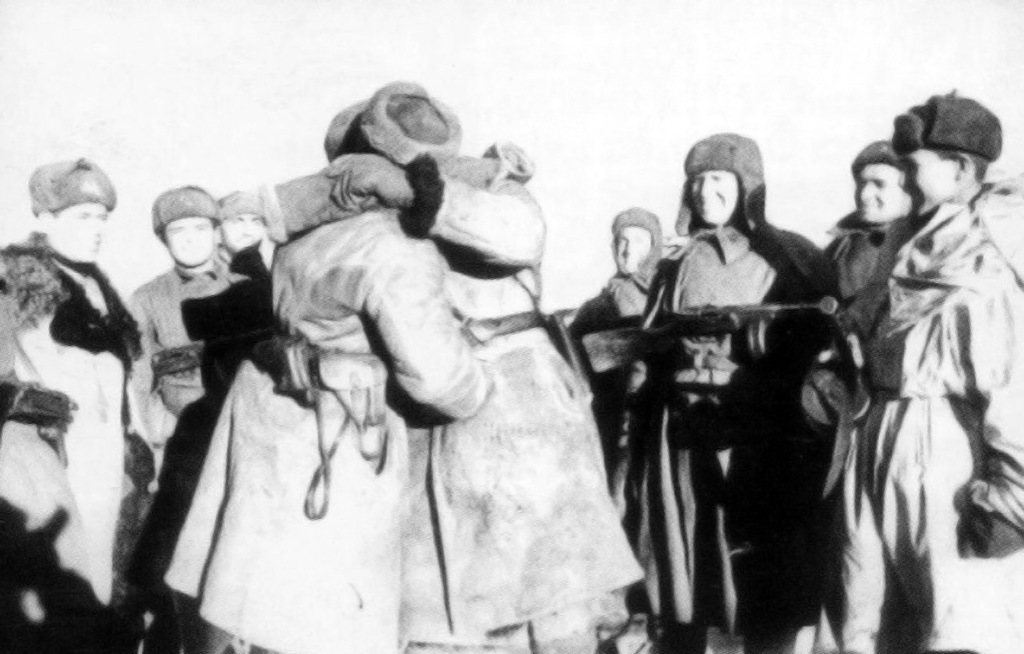
Incontro tra i soldati della 21ª Armata e della 62ª Armata al Mamaev Kurgan.

Prima della caduta di Gumrak il generale Paulus aveva abbandonato il suo posto di comando situato vicino alla base aerea e si era trasferito con lo stato maggiore in un primo momento al quartier generale della 71ª Divisione fanteria e quindi, il pomeriggio del 23 gennaio, in un bunker nella parte meridionale di Stalingrado vicino al fiume Tsaritsa. Il rifornimento aereo e l'evacuazione dei feriti praticamente cessarono il 24 gennaio: dopo la caduta di Gumrak, il piccolo aeroporto di Stalingradskij si rivelò inutilizzabile e da quel momento l'armata venne rifornita solo con aviolanci di contenitori. Nonostante la situazione generale sempre più compromessa, le unità combattenti tedesche, quasi prive di mezzi, continuarono a mostrare in molti settori tenacia e combattività; le perdite sovietiche negli attacchi frontali contro gli sbarramenti dei soldati tedeschi furono ancora alte; la 297ª Divisione fanteria si difese accanitamente prima di abbandonare Voroponovo e ripiegare verso il settore meridionale di Stalingrado, la 14. Panzer-Division, senza alcun mezzo corazzato e ridotta a 80 uomini, rifluì a sua volta nella città.
Dopo la caduta di Gumrak, migliaia di feriti avevano ripreso la loro penosa marcia a piedi verso Stalingrado; nelle rovine della città quindi si ammassarono negli ultimi giorni della battaglia oltre 20.000 feriti, in gran parte raccolti in condizioni di estremo disagio e quasi senza cure nelle cantine sotto le macerie degli edifici; circa 600 feriti furono stipati nei sotterranei del teatro della città, mentre 3.000 vennero concentrati nei tunnel scavati sulle sponde della Tsatitsa in un ambiente malsano e in condizioni igienico-sanitarie disastrose; oltre ai feriti, nei sotterranei della città erano raccolti oltre 40.000 malati e sbandati. Dopo il crollo delle ultime linee anche tutti i reparti combattenti ancora efficienti rifluirono a piedi nella città di Stalingrado dove vennero a trovarsi oltre 100.000 soldati tedeschi in gran parte in precarie condizioni fisiche e morali.

#### Ultima resistenza
Il 22 gennaio il generale Paulus per la prima volta aveva prospettato in una sua comunicazione all'OKH l'eventualità di una capitolazione: il comandante dell'armata tracciò un quadro drammatico delle condizioni delle sue truppe ed evidenziò la presenza dei primi segni di disintegrazione pur confermando che "il comando gode ancora della fiducia dei soldati". Nello stesso giorno il feldmaresciallo von Manstein arrivò ad ipotizzare l'irrealistica possibilità di aprire negoziati con l'Armata Rossa sui termini della resa e sulle condizioni della prigionia. Hitler rispose a queste implicite richieste di autorizzare una resa con la proibizione assoluta di arrestare i combattimenti e con l'esortazione a continuare la resistenza esaltandone l'importanza ai fini di una ricostituzione del fronte tedesco nel settore meridionale.
Il 24 gennaio i resti della 6ª Armata erano ormai rifluiti alla periferia ovest e sud-ovest di Stalingrado, costretti in un'area di sedici chilometri di lunghezza e otto chilometri di profondità e pressati da vicino dalle forze sovietiche; quasi privi di armi anticarro, i gruppi combattenti tedeschi vennero sistematicamente distrutti dalle armate del Fronte del Don che impiegarono in modo massiccio il fuoco dei cannoni per devastare i capisaldi negli edifici ed i carri armati per superare le postazioni nemiche, distruggere i bunker e schiacciare sotto i cingoli i superstiti. Il 25 gennaio si verificano i primi segni di crollo definitivo della resistenza: nel settore sud-ovest dove la 57ª Armata del generale Tolbuchin e la 64ª Armata del generale Šumilov attaccavano in forze, si arresero, dopo essere stati circondati dalla 8ª Divisione fucilieri della Guardia, i resti della 297ª Divisione fanteria con il comandante generale von Drebber, nella stessa zona abbandonarono la resistenza anche gli ultimi soldati della 20ª Divisione rumena. Venne catturato anche il generale Otto Renoldi, capo dei servizi sanitari dell'armata.

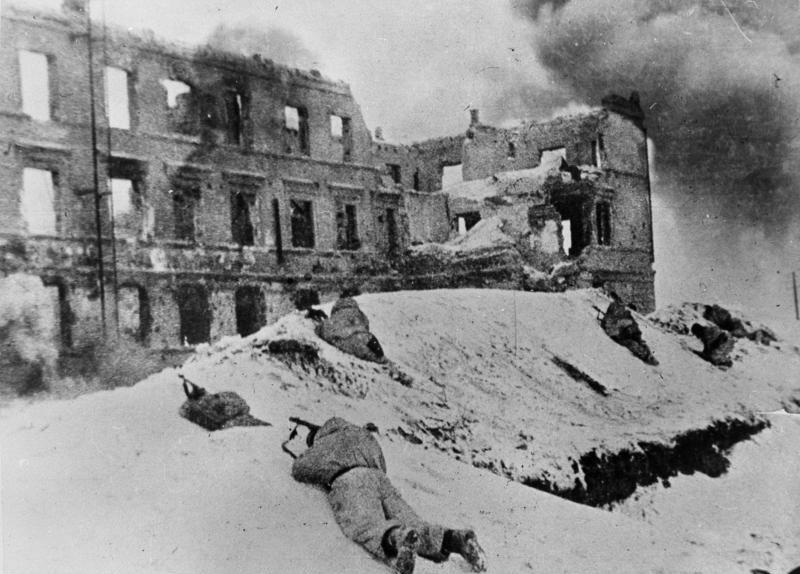
Fanteria sovietica in combattimento.

Altri ufficiali decisero di non arrendersi e combattere fino all'ultimo; il generale Alexander von Hartmann, comandante della 71ª Divisione fanteria venne ucciso sulla linea del fuoco il 26 gennaio, mentre il generale Joachim Stempel, comandante della 371ª Divisione fanteria si suicidò. Il 25 gennaio il generale von Seydlitz-Kurzbach aveva esortato il generale Paulus a cessare la resistenza ed aveva lasciato libertà di azione alle ultime due divisioni rimaste al 51º Corpo d'armata (100ª Divisione cacciatori e 295ª Divisione fanteria) ma il generale Paulus annullò questo ordine, rimosse dal comando il generale von Seydlitz-Kurzbach e assegnò il controllo delle sue forze all'8 Corpo d'armata del generale Heitz.
Il 26 gennaio si verificò un avvenimento di grande importanza tattica e simbolica: la sacca tedesca venne finalmente divisa in due parti con il congiungimento delle divisioni della 21ª Armata del generale Čistjakov con le truppe della 62ª Armata del generale Čujkov; dopo cinque mesi di isolamento terrestre finalmente i soldati che avevano accanitamente difeso le rovine di Stalingrado si collegarono con i reparti sovietici provenienti da ovest. L'incontro avvenne alle ore 09.20 nella zona ad ovest del quartiere operaio della fabbrica Krasnyj oktjabr' tra il reparto di carri pesanti KV del capitano P. Usenko e i fucilieri della 13ª Divisione della Guardia al comando del capitano A .F. Gustčin; poco dopo si verificarono altri incontri con reparti della 65ª Armata del generale Batov e la 64ª Armata del generale Šumilov.
Con il congiungimento delle armate del fronte del Don da ovest e da est, il kessel venne frantumato in due parti: a nord un gruppo schierato intorno alle rovine della fabbrica Barrikadij e della fabbrica di trattori, a sud un secondo raggruppamento ammassato nel settore centrale di Stalingrado. Il generale Paulus aveva previsto fin dal 24 gennaio questi inevitabili sviluppi della situazione ed in vista di un frammentazione dell'armata aveva assegnato al generale Karl Strecker il controllo del settore settentrionale della città ed al generale Walther Heitz il comando del settore centrale. Alla fine del giorno 26 gennaio il comandante della 6ª Armata fu costretto a spostare un'ultima volta il suo quartier generale che venne trasferito nei sotterranei dei grandi magazzini Univermag sulla Piazza Rossa, difesi da reparti della 71ª Divisione fanteria al comando del colonnello Roske.

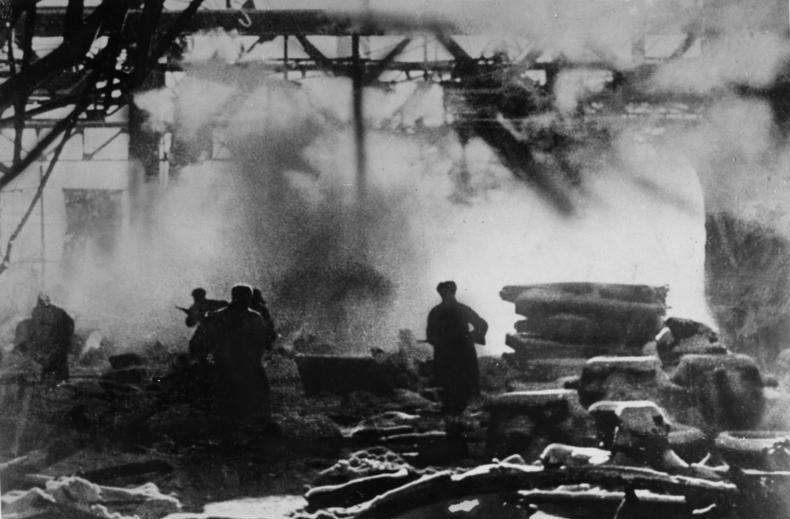
I soldati del Fronte del Don distruggono gli ultimi capisaldi all'interno dei resti delle grandi fabbriche.

La propaganda di Joseph Goebbels aveva limitato al massimo le informazioni in patria subito dopo l'inizio della offensiva sovietica di novembre; per molte settimane la battaglia di Stalingrado, ritenuta in precedenza di decisiva importanza per la vittoria della Germania, venne volutamente esclusa dai resoconti dei comunicati della Wehrmacht, anche se alla fine dell'anno iniziarono a circolare nella popolazione lugubri voci sull'accerchiamento della 6ª Armata. Solo il 16 gennaio il popolo tedesco apprese ufficialmente per la prima volta che le truppe a Stalingrado erano impegnate in un'"eroica lotta difensiva contro un nemico che attaccava da tutte le parti". Il 23 e il 24 gennaio Otto Dietrich, capo dell'ufficio stampa del Reich, diede finalmente comunicazione alla stampa di prepararsi alla disfatta e affermò che compito della propaganda era ormai quello di trasformare la sconfitta in un "grande e commovente sacrificio delle truppe per la salvezza della nazione tedesca" e in un'"epopea eroica di Stalingrado".
Il comunicato dell'OKH del 25 gennaio quindi parlò di "lotta eroica e di spirito di sacrificio contro forze schiaccianti" e di "onore immortale"; il 28 gennaio Hermann Göring inviò un radiomessaggio parlando di "lotta che sarebbe passata alla storia", paragonando Stalingrado alle battaglie di Langemarck, dell'Alcázar e di Narvik. Il 30 gennaio infine sempre Göring pronunciò alla radio, in occasione dell'anniversario della presa del potere nazista, il cosiddetto "messaggio delle Termopili" in cui paragonava i combattenti di Stalingrado con i trecento di Leonida e parlava di "lotta che sarebbe stata ricordata per mille anni", di "eroica battaglia sul Volga" e di "sacrificio per la maggior gloria della Germania".
Questi macabri messaggi, pronunciati proprio da Göring incolpato principale del fallimento del rifornimento aereo, non furono bene accolti tra le truppe e gli ufficiali della 6ª Armata, a cui veniva prospettata come unica via d'uscita dalla disperata situazione la morte. Nonostante le recriminazioni e l'amarezza, il comando della 6ª Armata fino all'ultimo continuò ufficialmente a manifestare fiducia e a esaltare la sua fedeltà alla Germania ed al Führer: il 22 gennaio il generale Paulus aveva ancora esortato i suoi soldati a combattere "per ogni centimetro di terreno", prospettando l'imminente arrivo dei soccorsi e possibilità di vittoria finale; il 30 gennaio il comandante dell'armata inviò un ultimo messaggio laudatorio a Hitler, esaltando la lotta dei suoi soldati come "esempio per le future generazioni a non arrendersi mai" e come mezzo per la "vittoria della Germania".

### La resa
Nell'ultima fase della battaglia tra gli ufficiali e le truppe tedesche si diffusero sempre più numerosi fenomeni di apatia, depressione, disperazione e paura per il proprio destino e per l'eventuale prigionia in mano nemica. La maggior parte dei soldati si rassegnarono alla fine e furono catturati dai sovietici, numerosi si batterono fino all'ultimo e preferirono morire in battaglia, alcuni intrapresero disperati tentativi di uscire individualmente o in piccoli gruppi dalla sacca ma furono uccisi o si dispersero nella steppa flagellata dal clima invernale. Nessun soldato delle truppe accerchiate nella Festung Stalingrad riuscì a raggiungere in salvo le linee tedesche sempre più lontane a ovest.

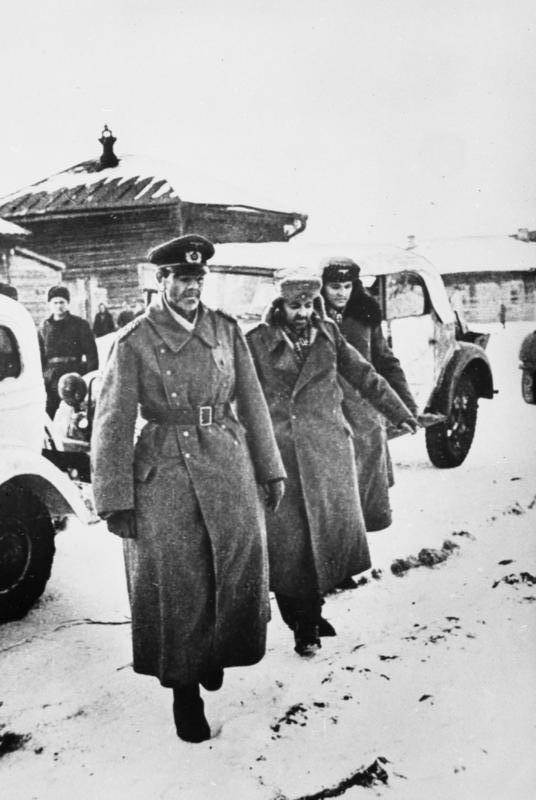
Il feldmaresciallo Friedrich Paulus (a sinistra) si arrende; a destra il generale Arthur Schmidt e il colonnello Wilhelm Adam.

Il 28 gennaio le residue forze della 6ª Armata vennero ulteriormente frazionate in tre gruppi: a nord i resti dell'11º Corpo d'armata, con reparti di sei divisioni, rimasero nel settore delle fabbriche, al centro l'8º e il 51º Corpo d'armata erano isolati nel quartiere della scuola dei meccanici; a sud, nelle macerie intorno alla Piazza Rossa, si raccolsero gli ultimi reparti del 4º Corpo d'armata e del 14º Panzerkorps. La disgregazione delle truppe tedesche era ormai incontrollabile: il 29 gennaio anche il generale Schlömer e gli ufficiali del 14º Panzerkorps si arresero dopo essere stati accerchiati nell'edificio della prigione cittadina.
Il 30 gennaio Hitler nominò al grado più elevato di feldmaresciallo quattro ufficiali superiori dell'esercito: Maximilian von Weichs, Ewald von Kleist, Ernst Busch e Friedrich Paulus. Il comandante della 6ª Armata interpretò questa promozione come un "invito al suicidio"; verosimilmente tra le motivazioni del Führer c'era l'intenzione di trasformare la tragica fine dell'armata accerchiata in un mito di fedeltà e di resistenza anche attraverso il sacrificio dei comandanti supremi.
Al mattino del 31 gennaio i soldati della 64ª Armata del generale Šumilov avanzarono nel centro di Stalingrado; le ultime resistenze vennero superate con lanciafiamme, granate, fuoco di mortai e di artiglieria. La Piazza Rossa venne raggiunta dalla 38ª Brigata motorizzata di fucilieri e dal 329º Battaglione del genio che circondarono i magazzini Univermag nei cui sotterranei era stabilito il quartier generale della 6ª Armata con il feldmaresciallo Paulus e il generale Schmidt. I soldati superstiti della 71ª Divisione fanteria, al comando del colonnello Roske, decisero di cedere le armi e alle ore 7:45 i tenenti Il'čenko e Mezirko scesero nei sotterranei con un piccolo gruppo di soldati per intimare la resa. Dopo una serie di discussioni tra il generale Schmidt e il colonnello Lukin e il tenente colonnello Ryžov, inviati dalla 64ª Armata dopo il rapporto del tenente Il'čenko, alle ore 10:00 il generale Laskin, il capo di stato maggiore della 64ª Armata a sua volta sopraggiunto, ricevette la resa e uscirono dal rifugio come prigionieri il feldmaresciallo Paulus, molto provato fisicamente e psicologicamente, il generale Schmidt e il colonnello Adam, che furono subito trasferiti al posto di comando del generale Šumilov.
Dopo un breve incontro con il generale Šumilov, durante il quale il feldmaresciallo si mostrò calmo e riservato, i tre ufficiali superiori vennero condotti a Zavarikino, sede del comando del Fronte del Don, dove furono interrogati dal generale Rokossovskij e dal generale Voronov. Paulus, molto teso e stanco, cercò rassicurazioni sulla sorte dei suoi soldati e rifiutò di emanare ordini di resa alle truppe tedesche ancora combattenti nella sacca settentrionale.

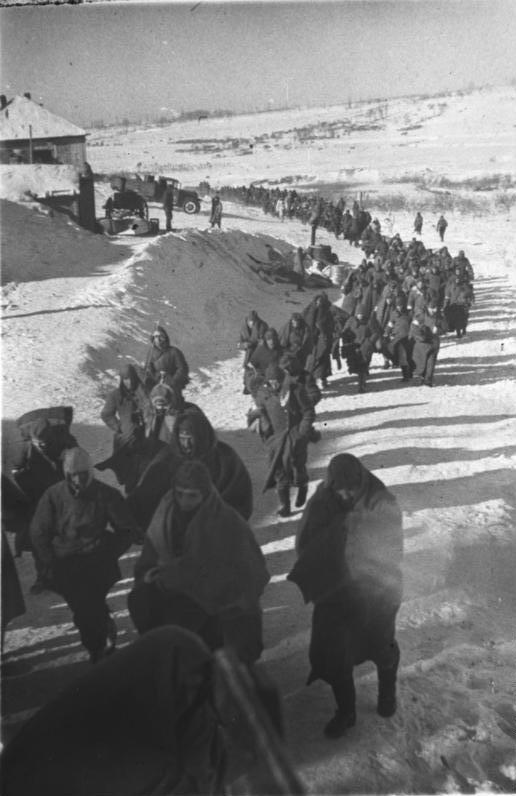
Lunghe colonne di prigionieri tedeschi della 6ª Armata.

Hitler accolse la notizia della resa e della cattura del feldmaresciallo Paulus, che giunse dopo una serie di voci confuse al mattino del 1º febbraio, con grande irritazione; lamentò lo scarso coraggio dell'ufficiale e la sua decisione di preferire la prigionia alla morte sul campo o al suicidio. Il Führer recriminò sulla sua iniziativa di promuovere Paulus al grado superiore e prospettò la possibilità di un passaggio dell'ufficiale nelle file comuniste in opposizione al Terzo Reich.
La resistenza della sacca meridionale era finita, i soldati sovietici raccolsero dagli ultimi capisaldi e dalle cantine i superstiti e i feriti in grado di camminare che vennero quindi ammassati in lunghe colonne per marciare in condizioni fisiche e materiali disastrose, verso i campi di prigionia. Nella serata del 31 gennaio le truppe della 62ª Armata del generale Čujkov occuparono il posto di comando della 295ª Divisione fanteria tedesca, dove furono catturati, oltre al comandante di questa divisione, generale Korfes, che ancora il giorno precedente aveva condotto un contrattacco locale riconquistando parte di un edificio, i comandanti del 4º Corpo d'armata, generale Pfeffer, e del 51º Corpo d'armata, generale von Seydlitz-Kurzbach. Tutti questi ufficiali superiori furono condotti nella notte stessa al quartier generale della 62ª Armata dove furono ricevuti dal generale Čujkov, prima di essere a loro volta trasferiti al comando del Fronte del Don.
Nell'area settentrionale delle grandi fabbriche il generale Strecker continuò la resistenza con i resti di sei divisioni raggruppate nell'11º Corpo d'armata; fino all'ultimo Hitler, nonostante le ripetute e drammatiche comunicazioni del generale che illustravano la disperata situazione delle sue truppe, ordinò di continuare a combattere per guadagnare tempo a favore degli altri fronti sottoposti alle offensive sovietiche. Alle ore 12:00 del 2 febbraio il generale Rokossovskij, dopo aver raggruppato quattro armate del Fronte del Don intorno alla sacca, sferrò l'ultimo attacco con un potente concentramento di artiglieria; uno schieramento di oltre 300 cannoni per chilometro di fronte distrusse i bunker e i ricoveri dei soldati tedeschi. Gli ultimi capisaldi furono schiacciati con il fuoco diretto dei cannoni, con i lanciafiamme e con i carri armati che irruppero nelle rovine del quartiere industriale e colpirono il nemico a distanza ravvicinata. All'ultima offensiva parteciparono anche alcune divisioni della 62ª Armata del generale Čujkov che conclusero la loro battaglia combattendo nelle macerie delle grandi fabbriche.
Dopo una serie di discussioni e le forti pressioni a favore della resa del generale Arno von Lenski, comandante della 24. Panzer-Division, e del generale Martin Lattmann, comandante della 14. Panzer-Division, il generale Strecker decise di rinunciare a continuare; il comandante dell'11º Corpo d'armata inviò un ultimo enfatico messaggio in cui esaltava la resistenza per la sopravvivenza della Germania e quindi si arrese alle ore 14.46. Poco dopo un aereo da ricognizione tedesco non avendo individuato traccia di combattimenti in corso sul terreno, inviò all'OKH la comunicazione che a Stalingrado "non ci sono più segni di battaglia".

## Bilancio e conseguenze
I generali Rokossovskij e Voronov al termine della lunga battaglia poterono finalmente inviare a Mosca la comunicazione finale: la missione affidata al Fronte del Don era stata completata con successo, ogni resistenza nemica era cessata, tutte le truppe accerchiate erano state distrutte o catturate; il 4 febbraio il generale Rokossovskij venne convocato nella capitale sovietica dove Stalin lo accolse calorosamente e si congratulò per la vittoria. Il dittatore tuttavia non mancò di assegnare subito nuove missioni alle truppe ordinando al generale di prepararsi a trasferire le sue armate nel settore di Kursk, a centinaia di chilometri di distanza, per partecipare all'offensiva generale dell'Armata Rossa in corso in direzione del Dnepr e della Desna.

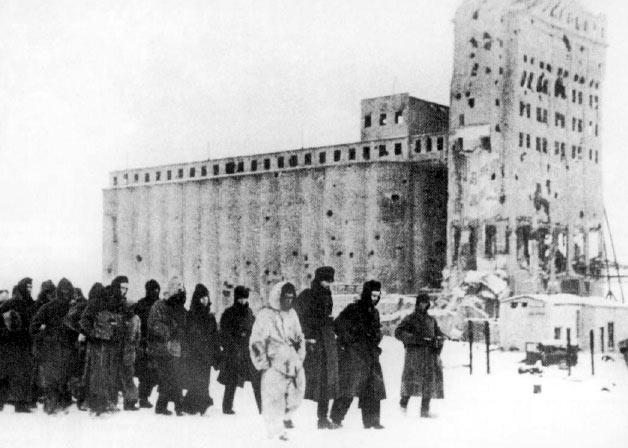
Colonna di prigionieri tedeschi in marcia verso i campi di raccolta; in secondo piano sono visibili i resti del famoso silo del grano, teatro di duri combattimenti nel settembre 1942.

Le perdite subite dall'Armata Rossa nel corso dei venti giorni dell'operazione Anello furono pesanti; a causa della tenace e disperata difesa delle truppe tedesche accerchiate, i soldati sovietici ebbero 46.000 morti, ma la battaglia si concluse con una vittoria completa. Ventidue divisioni e 160 reparti minori di rinforzo e supporto erano state totalmente distrutti, sul campo di battaglia caddero 142.000 soldati tedeschi, vennero catturati notevoli quantità di equipaggiamento nemico: 5.762 cannoni, 1.312 mortai, 156.987 fucili, 10.722 armi automatiche, 10.679 motociclette, 240 trattori, 933 dispositivi telefonici, 397 chilometri di cavi per comunicazione.

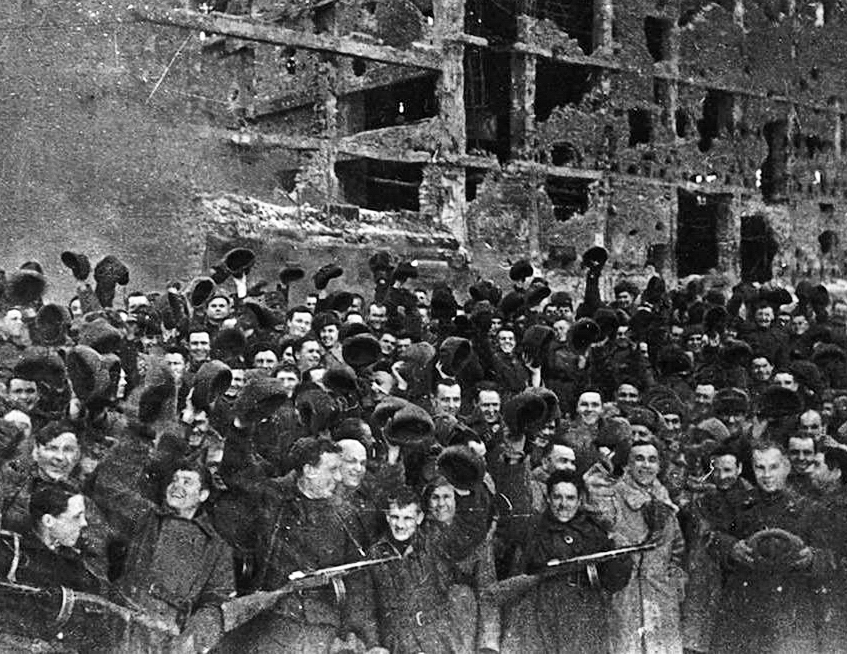
I soldati sovietici festeggiano la vittoria a Stalingrado.

Il 3 febbraio venne comunicato ufficialmente da Berlino che la "battaglia di Stalingrado è terminata": la 6ª Armata aveva "ceduto alle forze soverchianti del nemico"; venne inoltre annunciato che ufficiali e soldati si erano battuti fino all'ultimo colpo e che erano morti "perché la Germania possa vivere". Furono proclamati tre giorni di lutto nazionale. Inizialmente venne mantenuta nascosta la notizia che oltre 90.000 soldati tedeschi, tra cui la maggior parte degli ufficiali superiori, erano sopravvissuti ed erano caduti prigionieri; nella trasfigurazione eroica delle propaganda tutti avrebbero dovuto morire per la Germania nazista. Le voci si diffusero più tardi e contribuirono ad incrementare il dolore delle famiglie in patria e la disillusione sul Terzo Reich. Il morale del popolo tedesco toccò il punto più basso durante la guerra subito dopo la catastrofe di Stalingrado e per la prima volta anche il "mito del Führer" venne intaccato. Hitler si trovò esposto a pesanti critiche; avendo proclamato per mesi che la vittoria era sicura e che un cedimento a Stalingrado era impossibile, il Führer venne direttamente coinvolto nella disfatta e ritenuto il principale responsabile politico.
Circa 91.000 soldati tedeschi furono catturati dai sovietici nell'ultima fase della battaglia, tra cui 24 generali con un feldmaresciallo (Friedrich Paulus) e due colonnelli generali (Karl Strecker e Walther Heitz); sette generali, di cui due feriti, erano invece stati evacuati per via aerea prima della fine della battaglia; 35.000 feriti e 8.000 ufficiali e specialisti erano stati ugualmente trasportati in salvo fuori della sacca per via aerea. I sovietici contarono 142.000 morti nemici nell'area della sacca. La sorte dei prigionieri, già stremati fisicamente e psicologicamente dal lungo assedio, fu particolarmente tragica: entro la primavera del 1943 oltre la metà morirono a causa delle epidemie di tipo petecchiale esplose nei primitivi campi di raccolta di Beketovka, Krasnoarmejvsk e Frolovo. Molti altri non sopravvissero alle privazioni subite durante i trasporti verso i campi di prigionia in Asia centrale o nei durissimi campi di lavoro sovietici; dopo la guerra i superstiti rimpatriati in Germania furono solo 6.000.
La vittoria sovietica e la drammatica fine della 6ª Armata ebbero grande importanza per l'esito della guerra sul fronte orientale: il morale dei soldati e l'autorità e il prestigio di Stalin e dell'Unione Sovietica uscirono molto rafforzati, si diffuse la convinzione tra la popolazione che le maggiori difficoltà erano ormai superate e che la vittoria diveniva concretamente possibile. Secondo il generale e storico tedesco Hans Doerr, Stalingrado fu "la più grande sconfitta della storia tedesca e la più grande vittoria per i russi", una nuova battaglia di Poltava che segnò il primo passo dell'ascesa dell'Unione Sovietica a potenza mondiale.